# John Glenn
John Herschel Glenn Jr. (Cambridge, Ohio; 18 de julio de 1921-Columbus, Ohio; 8 de diciembre de 2016) fue un aviador del Cuerpo de Marines de los Estados Unidos, astronauta, empresario y político estadounidense.
Antes de incorporarse a la NASA fue un destacado piloto de combate en la Segunda Guerra Mundial, la guerra civil china y la guerra de Corea. Derribó tres MiG-15 y recibió seis Cruces de Vuelo Distinguido y dieciocho Medallas del Aire. En 1957 realizó el primer vuelo transcontinental supersónico a través de los Estados Unidos y tomó la primera fotografía panorámica continua de los Estados Unidos.
Fue uno de los componentes del grupo conocido como «Mercury Seven», pilotos de pruebas militares seleccionados en 1959 por la NASA como los primeros astronautas de la nación. El 20 de febrero de 1962 voló en la Friendship 7, nave de la misión Mercury Atlas 6, convirtiéndose en el primer estadounidense en orbitar la Tierra y la quinta persona en el espacio. Abandonó la NASA en enero de 1964. Miembro del Partido Demócrata, fue elegido senador por Ohio en 1974, donde sirvió durante 24 años, hasta enero de 1999. En 1998, cuando todavía era senador, voló en la misión STS-95 del transbordador espacial Discovery, convirtiéndose, a los 77 años, en la persona de mayor edad que voló en el espacio y la única persona que voló en los programas Mercury y del transbordador espacial. 
Recibió la Medalla al Servicio Distinguido de la NASA en 1962, la Medalla de Honor del Espacio del Congreso en 1978, fue incluido en el Salón de la Fama de los Astronautas de los Estados Unidos en 1990, recibió el Premio Príncipe de Asturias de Cooperación Internacional en 1999 y recibió la Medalla Presidencial de la Libertad en 2012. Murió en 2016, a los 95 años de edad.

## Primeros años y educación
John Herschel Glenn Jr. nació el 18 de julio de 1921 en Cambridge, Ohio, hijo de John Herschel Glenn Sr. (1895-1966), trabajador de una empresa de fontanería, y de Clara Teresa (de soltera Sproat; 1897-1971), profesora. Sus padres se habían casado poco antes de que John Sr., miembro de la Fuerza Expedicionaria Estadounidense, partiera hacia el Frente Occidental durante la Primera Guerra Mundial. La familia se trasladó a New Concord, Ohio, poco después de su nacimiento y su padre montó su propio negocio, la Glenn Plumbing Company. Glenn Jr. era solo un niño cuando conoció a Anna Margaret (Annie) Castor, con quien acabaría casándose; ambos afirmaban no serían capaces de recordar una época en la que no se conocían. Voló por primera vez en un avión con su padre cuando tenía ocho años; quedó fascinado por el vuelo y empezó a montar modelos de aviones con kits de madera balsa. Junto con su hermana adoptiva Jean, asistió a la New Concord Elementary School. Lavaba coches y vendía ruibarbo para ganar dinero para comprar una bicicleta, tras lo cual aceptó un trabajo como repartidor del periódico The Columbus Dispatch. Fue miembro de los Rangers de Ohio, una organización similar a los Cub Scouts. Su casa de la infancia en New Concord fue restaurada y convertida en casa museo y centro educativo.
Cursó estudios en la New Concord High School, donde jugó en su equipo de fútbol americano universitario como center y linebacker. También formó parte de los equipos universitarios de baloncesto y tenis y participó en la Hi-Y, una rama juvenil de la YMCA. Tras graduarse en 1939, ingresó en el Muskingum College, donde estudió química, se unió a la fraternidad Stag Club y jugó en el equipo de fútbol americano. No llegó a completar su último año de residencia ni realizó el examen de aptitud, requisitos exigidos para obtener el grado de BS, pero la universidad le otorgó el título en 1962 tras su vuelo en la misión Mercury Atlas 6. Annie también cursó estudios en Muskingum graduándose como BS con estudios principales en música y secundarios en secretariado y educación física y compitió en los equipos de natación, tenis y voleibol. Glenn obtuvo una licencia de piloto privado y una beca para un curso de física a través del Programa de Entrenamiento de Pilotos Civiles en 1941.

## Carrera militar

### Segunda Guerra Mundial
Cuando Estados Unidos entró en la Segunda Guerra Mundial, Glenn dejó la universidad para alistarse en el Cuerpo Aéreo del Ejército de los Estados Unidos. No fue llamado a filas por el Ejército, por lo que se alistó como cadete de aviación de la Armada estadounidense en marzo de 1942. Ingresó en la Universidad de Iowa en Iowa City para realizar el entrenamiento previo al vuelo e hizo su primer vuelo en solitario en una aeronave militar en la Estación Aérea Naval Olathe en Kansas, a la que había acudido para el entrenamiento básico. Durante el período de entrenamiento avanzado en la Estación Aérea Naval de Corpus Christi en Texas, aceptó una propuesta para ser transferido al Cuerpo de Marines. Una vez completado su entrenamiento de vuelo en marzo de 1943, fue nombrado subteniente. Después de un entrenamiento avanzado en Camp Kearny, California, fue asignado al Escuadrón de Marines VMJ-353, donde pilotó aviones de transporte R4D. Se casó con Annie en una ceremonia presbiteriana en la iglesia College Drive en New Concord, Ohio, el 6 de abril de 1943.
El escuadrón de aviones de combate VMO-155 también estaba en Camp Kearny, volando con el Grumman F4F Wildcat. Glenn se puso en contacto con comandante del escuadrón, el mayor J. P. Haines, y éste le sugirió que podía pedir un traslado, que finalmente fue aprobado y fue destinado al VMO-155 el 2 de julio de 1943, dos días antes de que el escuadrón se trasladara a la Marine Corps Air Station El Centro en California. En esta época el Wildcat se había quedado obsoleto y el escuadrón fue equipado con el F4U Corsair en septiembre de 1943. Glenn fue ascendido a teniente primero en octubre de 1943 y enviado a Hawái en enero de 1944. El VMO-155 pasó a formar parte de la guarnición del atolón de Midway el 21 de febrero; en junio de 1944 se trasladó a las islas Marshall y voló en 57 misiones de combate en la zona. Recibió dos Cruces de Vuelo Distinguido y diez Medallas del Aire.
En febrero de 1945, al final de su período de servicio de un año, fue asignado a la Estación aérea del Cuerpo de Marines Cherry Point en Carolina del Norte y luego a la Estación aeronaval del Río Patuxent en Maryland. Fue ascendido a capitán en julio de 1945 y se le ordenó regresar a Cherry Point, donde se unió al VMF-913, otro escuadrón de Corsair, y le informaron que se le había concedido una comisión regular. En marzo de 1946, fue asignado a la Estación Aérea El Toro, al sur de California. Se ofreció como voluntario para una operación desplegada por la III Fuerza Expedicionaria de Marines en el noroeste de China, creyendo que sería una operación corta. En diciembre de 1946 se unió al VMF-218 (otro escuadrón Corsair), que tenía su base en Nanyuan Field, cerca de Pekín, y voló en misiones de patrulla hasta que el escuadrón fue trasladado a Guam en marzo de 1947.
En diciembre de 1948 fue transferido a la Naval School of All-Weather Flight para seguir un curso para convertirse en instructor de vuelo. En julio de 1951 se trasladó a la Escuela de Guerra Anfibia (facultad de la Universidad del Cuerpo de Marines) en la Base de la Infantería de Marina de Quantico en el norte de Virginia para un curso de seis meses. Posteriormente pasó a formar parte del personal del comandante de las Marine Corps Schools. Para mantener su capacitación como piloto volaba los fines de semana, ya que solo les concedían cuatro horas de vuelo al mes. Fue ascendido a mayor en julio de 1952.
Por los servicios prestados, recibió la Medalla de Victoria de la Segunda Guerra Mundial, la Medalla de la Campaña Americana, la Medalla de la Campaña Asia-Pacífico (con una estrella de servicio), la Medalla de Servicio de Ocupación de la Armada (con distintivo de Asia) y la Medalla de Servicio de China.

### Guerra de Corea

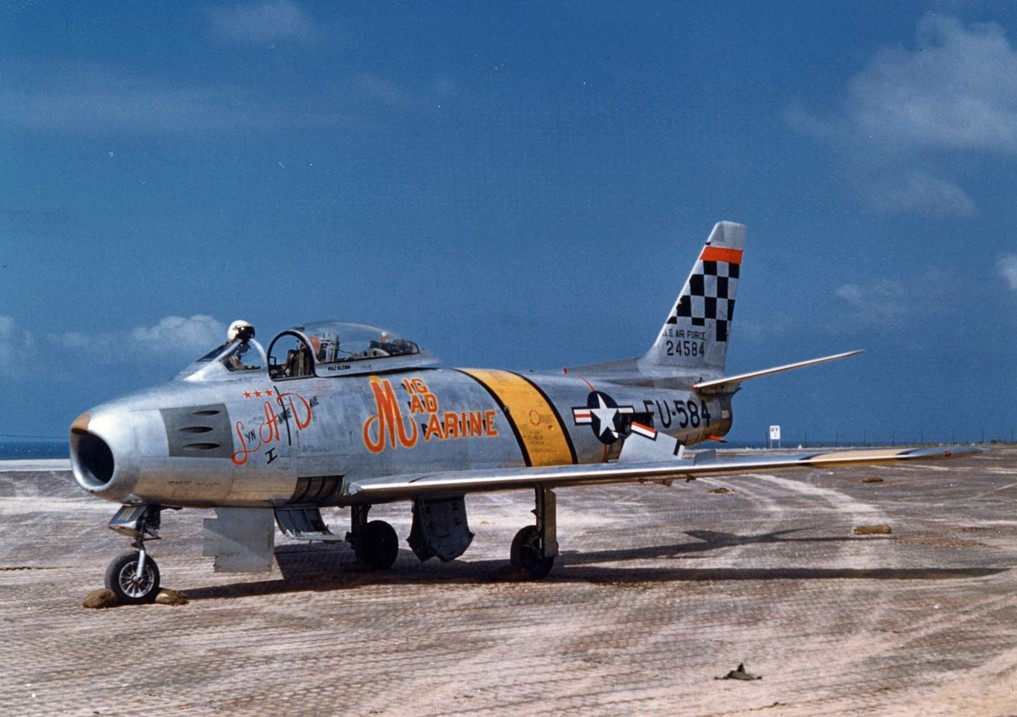
El F-86F de Glenn, apodado «MiG Mad Marine», durante la guerra de Corea en 1953. En el avión también estaban escritos los nombres de su esposa e hijos.

Glenn retornó con su familia a New Concord durante un corto período de licencia y, después de dos meses y medio de entrenamiento con reactores en Cherry Point, en octubre de 1952 recibió la orden de trasladarse a Corea del Sur, durante la fase final de la guerra de Corea. Antes de partir para Corea en febrero de 1953, solicitó pilotar el interceptor F-86 Sabre por medio de un acuerdo de intercambio de los Marines con la Fuerza Aérea. Como parte de los preparativos, acordó con el coronel Leon W. Gray probar el F-86 en la base aérea de Otis, en Massachusetts. El 3 de febrero de 1953 se trasladó a la base aérea K-3 en Corea del Sur, donde fue asignado como oficial de operaciones del VMF-311, uno de los dos escuadrones de cazas de los Marines desplegados en la zona, mientras esperaba que se formalizara la asignación de intercambio. El VMF-311 estaba equipado con el cazabombardero F9F Panther, con el que realizó su primera misión el 26 de febrero en un vuelo de reconocimiento. Realizó 63 misiones de combate en Corea con el VMF-311, recibiendo el apodo «Magnet Ass» (trasero magnético) por la cantidad de impactos de la artillería enemiga que recibió en misiones de apoyo aéreo cercano; en dos ocasiones regresó a la base con más de 250 impactos en su avión. Voló durante un tiempo con el por entonces reservista de los Marines Ted Williams, posteriormente jugador de béisbol del Boston Red Sox e incluido en el Salón de la Fama del Béisbol y también con el futuro general de división Ralph H. Spanjer.
En junio de 1953 se incorporó al 25.º Escuadrón de Cazas Interceptores de la Fuerza Aérea y participó en 27 misiones de combate con el F-86, un avión mucho más rápido que el F9F Panther, patrullando la zona conocida como «MiG Alley» (Callejón de los MiG). Combatir contra un MiG, avión más rápido y dotado de mejor armamento, se consideraba un rito de iniciación para un piloto de caza; en los autobuses de la Fuerza Aérea que llevaban a los pilotos a los aeródromos, los pilotos que se habían enfrentado a un MiG podían sentarse mientras que los que no lo habían hecho debían permanecer de pie. Glenn escribió posteriormente: «Desde los días de la Escuadrilla Lafayette durante la Primera Guerra Mundial, los pilotos han visto el combate aire-aire como la prueba definitiva no solo de sus máquinas sino de su propia determinación personal y habilidades de vuelo. Yo no fui la excepción». Derribó su primer MiG en un dogfight el 12 de julio de 1953, el segundo el 19 de julio y el tercero el 22 de julio, cuando cuatro Sabre derribaron tres MiG durante un combate aéreo; fueron sus últimas victorias aéreas de la guerra, que terminó con un armisticio cinco días después.
Por sus servicios en Corea Glenn recibió otras dos Cruces de Vuelo Distinguido y otras diez Medallas del Aire. También recibió la Medalla al Servicio de Corea (con dos estrellas de campaña), la Medalla de Corea de las Naciones Unidas, la Medalla Expedicionaria del Cuerpo de Marines, la Medalla de Servicio en la Defensa Nacional (con una estrella) y la Medalla al Servicio de la guerra de Corea.

### Piloto de pruebas

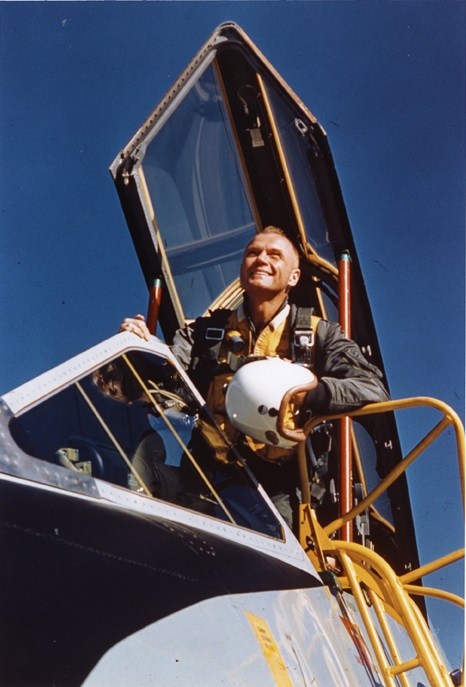
Glenn en la cabina de un avión a reacción en la Estación de Pruebas de la Marina en Patuxent River, Maryland, 1954

Por su experiencia en el combate como piloto de caza, solicitó su formación como piloto de pruebas mientras estaba en Corea. Se presentó en la Escuela de Piloto de Pruebas de la Marina de los Estados Unidos en la Estación aeronaval del Río Patuxent de Maryland en enero de 1954 y se graduó en julio. Durante su primer vuelo como piloto de pruebas, con un FJ-3 Fury, casi le cuesta la vida debido a una despresurización de la cabina y un fallo en el sistema de oxígeno. Realizó pruebas del armamento de aviones como el Vought F7U Cutlass y el F8U Crusader. De noviembre de 1956 a abril de 1959 fue asignado a la Rama de Diseño de Cazas de la Oficina de Aeronáutica de la Marina en Washington D. C., y asistió a la Universidad de Maryland.
El 16 de julio de 1957 realizó el primer vuelo supersónico entre la costa oeste y la costa este de los Estados Unidos. Hasta ese momento el récord de velocidad transcontinental, conseguido por un Republic F-84 Thunderjet de la Fuerza Aérea, era de 3 horas y 45 minutos, pero Glenn consideró que un F8U Crusader podía hacerlo más rápido. Pilotó un F8U Crusader en un trayecto de 3935 km desde la Base de entrenamiento de Los Alamitos en California hasta el aeródromo de Floyd Bennett Field en la ciudad de Nueva York en 3 horas, 23 minutos y 8,3 segundos, manteniendo un promedio por encima de la velocidad supersónica a pesar de los tres repostajes en vuelo realizados, momento en el que las velocidades descendían por debajo de los 480 km/h. Su cámara a bordo tomó la primera fotografía panorámica continua transcontinental de los Estados Unidos. Recibió su quinta Cruz de Vuelo Distinguido por esta misión. Fue ascendido a teniente coronel el 1 de abril de 1959. Este vuelo transcontinental le dio cierta popularidad y se publicó un artículo con su perfil en The New York Times e hizo una breve aparición en el programa concurso de televisión Name That Tune. En este momento tenía acumuladas casi 9000 horas de vuelo, incluidas unas 3000 horas en reactores.

## Carrera en la NASA

### Proceso de selección

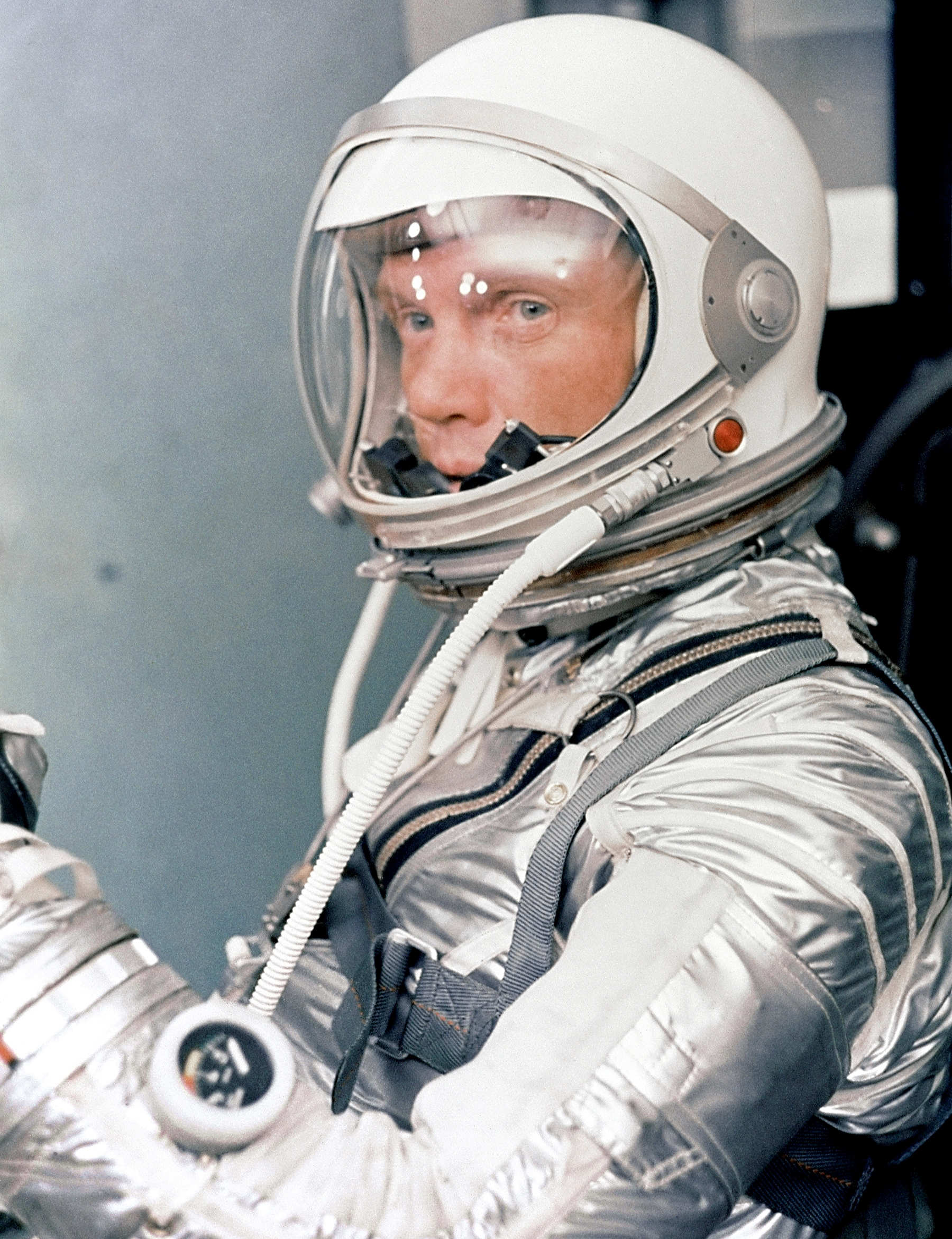
Glenn con el traje espacial Navy Mark IV, utilizado en el Proyecto Mercury

El 4 de octubre de 1957 la Unión Soviética lanzó el Sputnik 1, el primer satélite artificial. Este lanzamiento fue un gran golpe en la confianza estadounidense en su superioridad tecnológica, creando una ola de inquietud conocida como la crisis del Sputnik. Como respuesta, el presidente Dwight D. Eisenhower impulsó la carrera espacial. La Administración Nacional de Aeronáutica y del Espacio (NASA, por sus siglas en inglés) se constituyó el 1 de octubre de 1958 como una agencia civil para desarrollar la tecnología espacial. Una de las primeras iniciativas de la agencia se anunció el 17 de diciembre de 1958; se trataba del programa Mercury, cuyo objetivo era llevar al hombre a la órbita terrestre, devolverlo sano y salvo a la Tierra y evaluar sus capacidades en el espacio.
Mientras Glenn estaba de servicio en Patuxent y en Washington, le pidieron a su departamento que enviara un piloto de pruebas a la Base de la Fuerza Aérea de Langley en Virginia para hacer pruebas en un simulador de vuelo espacial, como parte de la investigación de la recién formada NASA sobre prototipos de vehículos de reentrada atmosférica; el piloto también sería enviado al Centro de Desarrollo Aéreo Naval en Johnsville, Pensilvania, donde sería sometido a fuerzas g elevadas en una centrifugadora para compararlo con los datos recogidos en el simulador. Se aceptó su solicitud para el puesto y pasó varios días en Langley y una semana en Johnsville para las pruebas. La NASA le pidió a algunos miembros del ejército que participaran en la planificación del desarrollo de una maqueta de una nave espacial. Como había participado en la investigación en Langley y Johnsville, fue enviado a la planta la McDonnell Aircraft Corporation en San Luis como asesor de servicio del comité de maquetas de naves espaciales de la NASA.
La NASA recibió autorización de Eisenhower para reclutar a sus primeros astronautas entre los pilotos de pruebas militares. Se recibieron del Departamento de Defensa de Estados Unidos los registros de servicio de 508 graduados de escuelas de pilotos de pruebas; de éstos, se determinó que 110 cumplían los requisitos mínimos: los candidatos debían ser menores de 40 años, poseer un grado en BS o equivalente y medir 1,80 m o menos. El único requisito impuesto estrictamente era la altura, debido al tamaño de la nave espacial del programa Mercury, lo que fue una suerte para Glenn, que apenas cumplía los requisitos, ya que estaba cerca de la edad límite y carecía de un título universitario en ciencias. Los 110 candidatos se dividieron en tres grupos, de los que el primero estaba formado por los candidatos con más posibilidades. El primer grupo de 35, que incluía a Alan Shepard, se reunió en El Pentágono el 2 de febrero de 1959. Los oficiales de la Marina y del Cuerpo de Marines fueron recibidos por el jefe de Operaciones Navales, el almirante Arleigh Burke, y los oficiales de la Fuerza Aérea por el jefe de Estado Mayor de la Fuerza Aérea de los Estados Unidos, el general Thomas D. White. Los responsables de la NASA les informaron sobre el programa Mercury, advirtiéndoles que sería una empresa peligrosa, pero haciendo énfasis en que era de gran importancia para la nación.

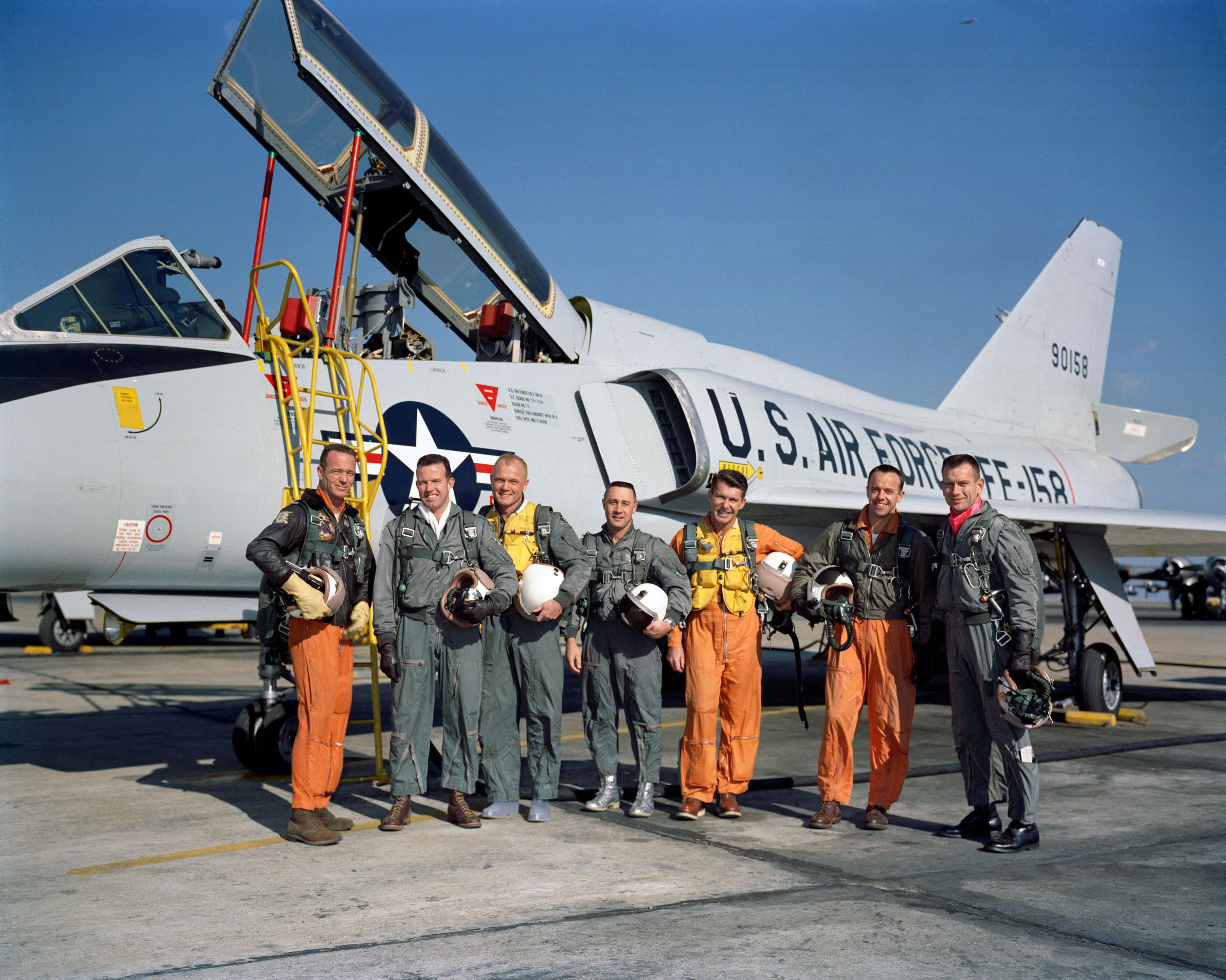
Los «Mercury Seven» posando junto a un F-106 de la Fuerza Aérea

El proceso de selección se repitió con un segundo grupo de 34 candidatos una semana después. De los 69 en total, se comprobó que seis superaban el límite de altura, 15 fueron eliminados por otras razones y 16 se retiraron, lo que dejó a la NASA con 32 candidatos y, considerando que era un número suficiente para una primera selección de 12 astronautas, la agencia decidió no continuar el proceso con los 41 candidatos restantes. El grado de interés mostrado también apuntaba a que durante el entrenamiento habría un porcentaje de abandonos menor de lo previsto, lo que supondría la formación de astronautas que finalmente no tendrían que volar en las misiones del programa Mercury. Se decidió reducir el número de astronautas seleccionados a seis. A continuación se realizó una agotadora serie de pruebas físicas y psicológicas en la Clínica Lovelace y en el Laboratorio Médico Aeroespacial Wright. En esta etapa solo un candidato, Jim Lovell, fue eliminado por razones médicas, aunque posteriormente se descubrió que el diagnóstico había sido erróneo; otros trece las superaron, pero con reservas. El director del Grupo de Trabajos Espaciales de la NASA, Robert R. Gilruth, no pudo decidirse por solo seis de los dieciocho restantes y finalmente se seleccionaron siete.
Después de las pruebas los candidatos a astronauta tenían que esperar de 10 a 12 días para conocer los resultados. Glenn había vuelto a su puesto en la Oficina de Aeronáutica de la Marina cuando recibió una llamada del director asociado del Proyecto Mercury, Charles Donlan, ofreciéndole un puesto. Los siete candidatos seleccionados se dieron a conocer en una rueda de prensa en la Dolley Madison House en Washington, D. C. el 9 de abril de 1959: Scott Carpenter, Gordon Cooper, Glenn, Virgil I. Grissom, Walter M. Schirra, Alan Shepard y Deke Slayton. En su libro The Right Stuff, el escritor y periodista Tom Wolfe escribió que Glenn «sobresalía entre los siete chicos de pelo muy rubio. Tenía el mejor historial como piloto, era el más conocido, el más fotogénico y el único marine». La magnitud del desafío que les esperaba quedó patente unas semanas más tarde, en la noche del 18 de mayo de 1959, cuando los siete astronautas se reunieron en Cabo Cañaveral para ver su primer lanzamiento de un cohete, un Atlas SM-65D, similar al que iba a llevarlos a la órbita terrestre y que explotó unos minutos después del despegue. Los astronautas quedaron aturdidos; Shepard se volvió hacia Glenn y dijo: «Bueno, me alegro de que se hayan quitado eso de encima».
Glenn seguía siendo un oficial del Cuerpo de Marines tras su selección, y fue asignado al Grupo de Trabajos Espaciales de la NASA en el Centro de investigación de Langley en Hampton, Virginia. El Grupo de Trabajos Espaciales se trasladó a Houston, Texas, en 1962 y pasó a formar parte del Centro de Naves Espaciales Tripuladas de la NASA. Una parte del entrenamiento de los astronautas fue en las aulas, donde aprendieron ciencias espaciales. El grupo también recibió entrenamiento práctico, que incluía buceo y trabajo en simuladores. Los astronautas participaron en el diseño aportando información y su experiencia como pilotos. El grupo se repartió las diversas tareas a realizar; la especialidad de Glenn fue el diseño de la disposición de la cabina y el funcionamiento del control para el programa Mercury y los primeros tiempos del programa Apolo. Glenn presionó a los otros astronautas para dieran un ejemplo de moralidad, haciendo honor a la imagen impecable de la revista Life había ofrecido de ellos, una posición que no resultó muy popular entre los otros astronautas.

### LaFriendship 7

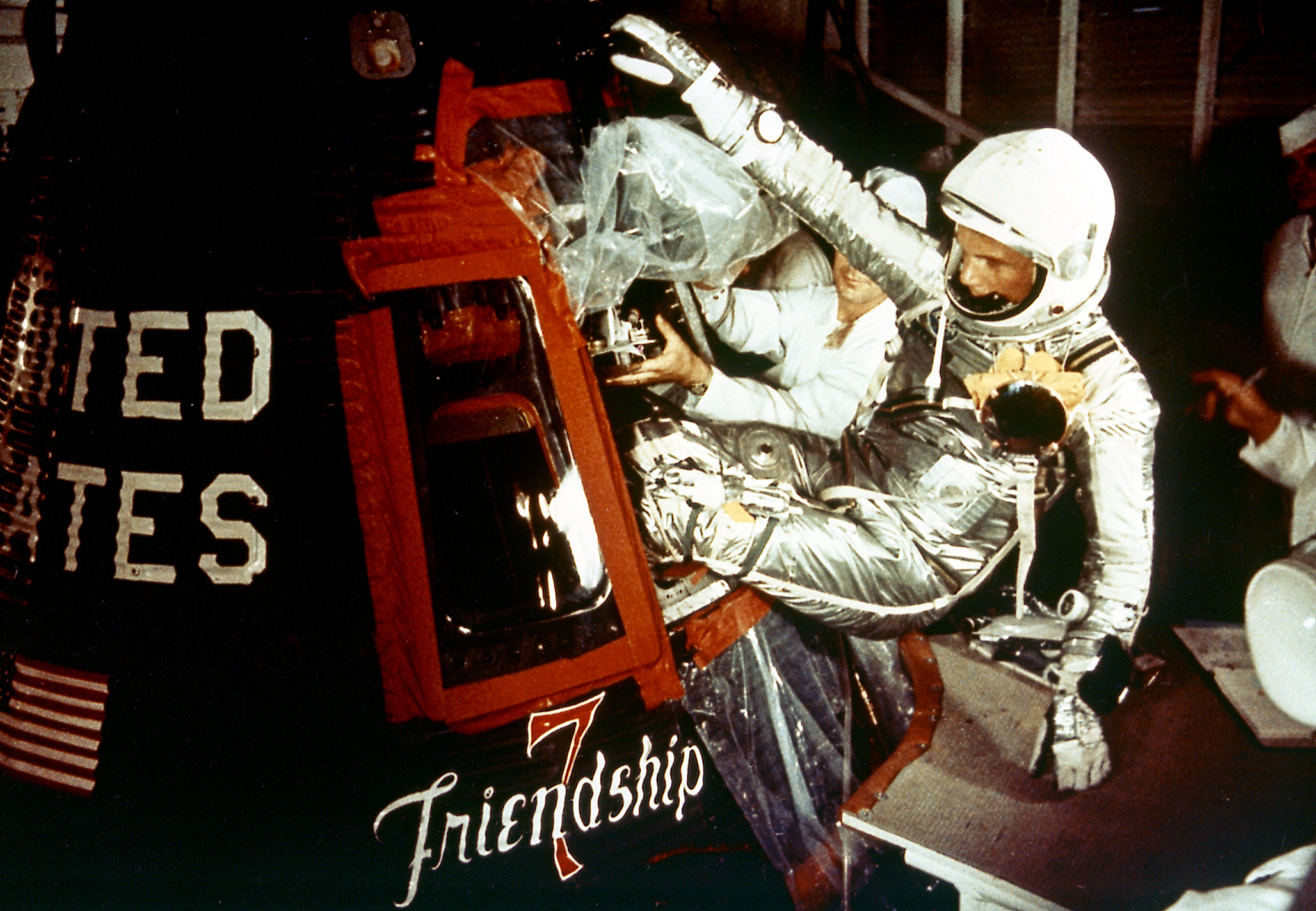
Glenn accediendo a la Friendship 7 antes del lanzamiento del Mercury Atlas 6 el 20 de febrero de 1962

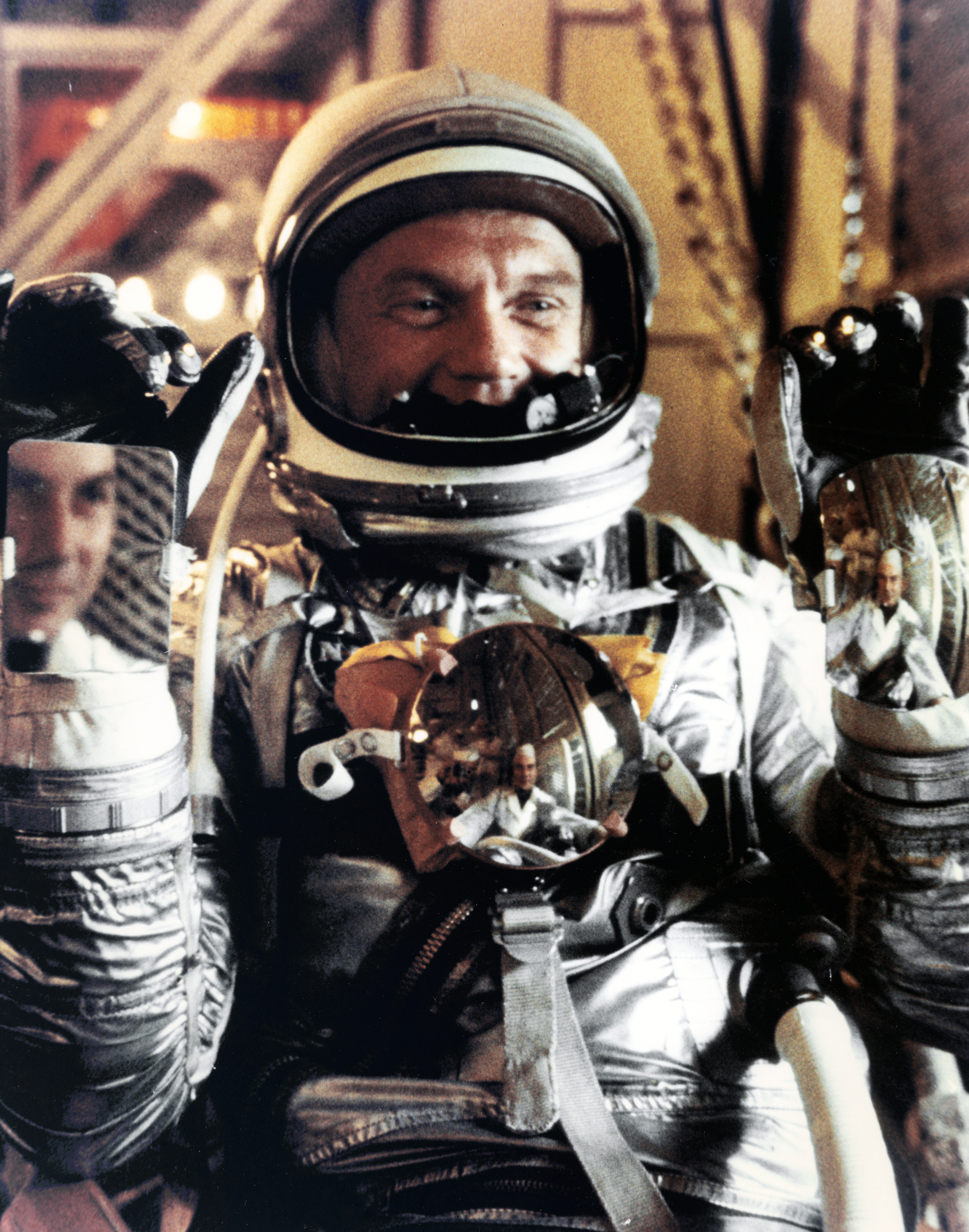
Glenn da la durante las actividades de entrenamiento previas al lanzamiento del Mercury Atlas 6

Glenn fue el piloto de reserva de Shepard y Grissom en los dos primeros vuelos tripulados del programa Mercury, las misiones suborbitales Mercury Redstone 3 y Mercury Redstone 4. Posteriormente fue seleccionado para el Mercury Atlas 6, el primer vuelo orbital de la NASA con tripulación, con Carpenter como suplente. Poner a un hombre en órbita era uno de los objetivos más importantes del programa Mercury. Shepard y Grissom habían bautizado a sus naves Freedom 7 y Liberty Bell 7; por orden de producción, a la nave de Shepard le correspondía el número 7, pero ese número se convirtió en el representativo de los Mercury Seven y Glenn llamó a la suya (que por producción era la 13) Friendship 7 e hizo pintar el nombre a mano en el costado de la nave, como había hecho en su F-86. Glenn y Carpenter completaron su entrenamiento para la misión en enero de 1962, aunque el aplazamiento del lanzamiento les permitió seguir entrenándose. Glenn pasó 25 horas y 25 minutos en la nave realizando pruebas de hangar y altitud y 59 horas y 45 minutos en el simulador. Realizó 70 misiones en el simulador y se enfrentó a 189 fallos simulados del sistema.
Tras numerosos retrasos, la Friendship 7 despegó de la Estación de la Fuerza Aérea de Cabo Cañaveral el 20 de febrero de 1962. Se produjeron once retrasos durante la cuenta atrás debido a la meteorología, problemas de funcionamiento y mejoras del equipo. Durante la primera órbita se detectó un fallo en el sistema de control automático, lo que obligó a Glenn a operar en modo manual para la segunda y tercera órbita y para la reentrada. Durante la segunda órbita un indicador telemétrico en el panel de control de tierra se encendió indicando que la bolsa de flotación situada justo detrás del escudo térmico se había desplegado; si la lectura era correcta, Glenn y su nave se calcinarían en la reentrada. Tras de una larga discusión sobre cómo tratar este problema, los controladores de tierra decidieron no desprenderse del paquete de retrofrenado, lo que podría ayudar a mantener el escudo térmico en su sitio y le transmitieron la instrucción, pero sin indicarle el motivo; aunque mostró preocupación y sorpresa por esta orden, cumplió las indicaciones transmitidas desde el centro de control. Posteriormente se pudo comprobar que el escudo térmico no se había soltado y que solo fue un fallo en el indicador del panel del centro de control.

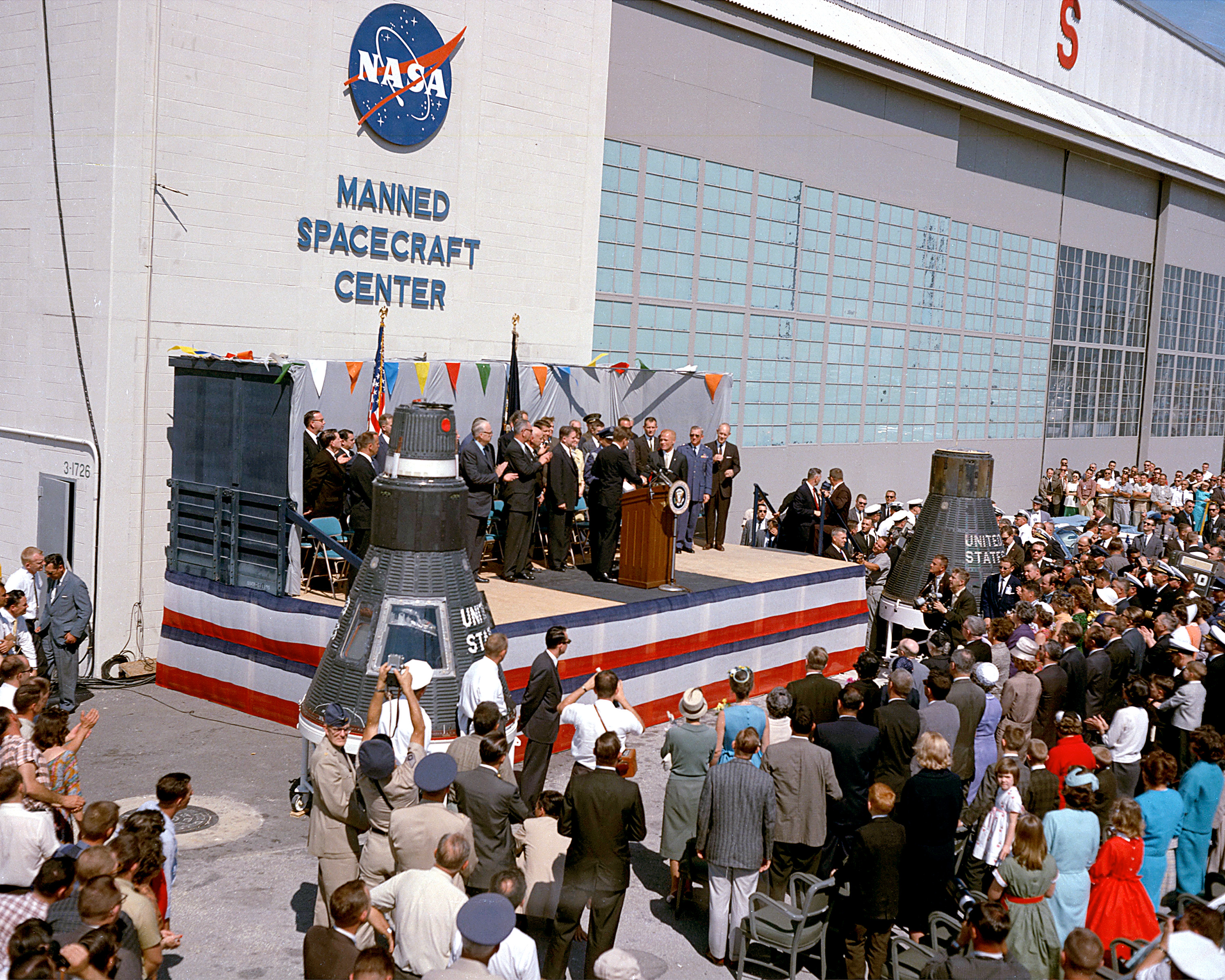
Glenn es homenajeado por el presidente Kennedy en las instalaciones del Centro de Naves Espaciales Tripuladas en Cabo Cañaveral, Florida, tres días después de su vuelo.

La Friendship 7 amerizó a 1290 km al sureste de Cabo Cañaveral tras el vuelo de 4 horas y 55 minutos. La nave aterrizó 66 km al oeste y 31 km al norte del lugar de aterrizaje previsto. Fue recuperada por el USS Noa, un destructor de apoyo del portaaviones de recuperación, que situó la nave en la cubierta 21 minutos después del aterrizaje; Glenn se encontraba en la cápsula durante la operación de recuperación. El procedimiento previsto requería que saliera por la escotilla superior, pero estaba muy caliente y se decidió que sería más rápido salir por la escotilla lateral. Durante el vuelo soportó 7,8  g de aceleración y recorrió 121 794 km a unos 28 200 km/h; alcanzó una altitud máxima (apogeo) de unos 261 km y a una altitud mínima de 160 km (perigeo). A diferencia de las misiones tripuladas del programa espacial Vostok de la Unión Soviética, Glenn permaneció dentro de la nave durante el aterrizaje. El vuelo convirtió a Glenn en el primer estadounidense en orbitar la Tierra y en el tercer estadounidense y quinto humano en el espacio. La misión renovó la confianza de los Estados Unidos; esta misión se realizó mientras los EE. UU. y la Unión Soviética estaban envueltos en la Guerra Fría y compitiendo en la carrera espacial.

La Friendship 7 se encuentra expuesta en el Museo Nacional del Aire y el Espacio de Estados Unidos.

Como primer estadounidense en órbita, se convirtió en un héroe nacional, fue recibido por el presidente John F. Kennedy y se le ofreció un ticker tape parade en Nueva York similar a los que homenajearon a Charles Lindbergh y otros héroes. Según Charles Bolden, administrador de la NASA entre 2009 y 2017, se convirtió en «una figura icónica tan valiosa para la nación» que Kennedy no «se arriesgaría a volver a lanzarlo al espacio de nuevo». El 23 de febrero de 1962 se le otorgó la Medalla al Servicio Distinguido de la NASA por su vuelo en la Friendship 7; también recibió su sexta Cruz de Vuelo Distinguido por su labor. Formó parte del grupo de los primeros astronautas en recibir la Medalla de Honor Espacial del Congreso; el premio le fue entregado por el presidente Jimmy Carter en 1978.
En 1962 la NASA contempló la posibilidad de incorporar mujeres al cuerpo de astronautas, pero Glenn dio un discurso ante el Comité de Ciencia, Espacio y Tecnología de la Cámara de Representantes en el que expresó su oposición al envío de mujeres al espacio, al considerar que el hecho de que las mujeres no estuvieran en ese campo formaba parte del orden social del país. La NASA no tenía una política oficial que prohibiera la incorporación de las mujeres, pero el requisito de que los astronautas debían ser pilotos de pruebas las excluía en la práctica. La agencia eliminó este requisito en 1965, pero no seleccionó a ninguna mujer como astronauta hasta 1978, cuando se seleccionaron seis mujeres, ninguna de ellas piloto. En junio de 1963 la Unión Soviética puso en órbita a una cosmonauta, Valentina Tereshkova; después de ella ninguna mujer de ningún país volvió a volar en el espacio hasta agosto de 1982, cuando la Unión Soviética lanzó a la cosmonauta y piloto Svetlana Savitskaya. A finales de los años 1970, Glenn supuestamente apoyó a la especialista de misión del transbordador espacial Judith Resnik en su carrera.

## Carrera política

### Campaña al Senado de 1964
A los 42 años de edad, Glenn era el miembro más antiguo del cuerpo de astronautas y probablemente tendría cerca de 50 años cuando se llevaran a cabo las misiones destinadas a alunizar. Durante su entrenamiento, los psicólogos de la NASA habían determinado que era el astronauta más capacitado para la vida pública. El fiscal general Robert F. Kennedy le sugirió al matrimonio en diciembre de 1962 que Glenn se presentara al Senado por el estado de Ohio en 1964, enfrentándose al veterano titular Stephen M. Young (1889-1984) en las elecciones primarias del Partido Demócrata. Como parecía improbable que fuera seleccionado para las misiones del programa Apolo, se retiró de la NASA el 16 de enero de 1964 y al día siguiente anunció su candidatura por el Partido Demócrata para el Senado por su estado natal. Todavía era un Marine, pero disponía mucho tiempo de permiso sin utilizar, tiempo que decidió utilizar mientras esperaba a que se completaran los trámites de su solicitud de retiro.
A finales de febrero fue hospitalizado a causa de una conmoción cerebral sufrida tras golpearse contra una bañera al caerse mientras intentaba arreglar un espejo en una habitación de hotel, lo que le provocó una lesión en el oído interno que le impidió hacer campaña, por lo que la abandonó el 30 de marzo. Tanto su esposa como el astronauta Scott Carpenter hicieron campaña a su favor durante febrero y marzo, pero los médicos consideraron que necesitaría un año para recuperarse, por lo que Glenn, que no quería ganar solo por su fama como astronauta, retiró su candidatura el 30 de marzo.
Todavía seguía en situación de permiso en el Cuerpo de Marines, y retiró su solicitud para retirarse y así poder mantener su salario y seguro médico. Estaba en la lista de posibles candidatos a coronel, pero notificó al comandante del Cuerpo de Marines su intención de retirarse para que otro marine pudiera recibir el ascenso; posteriormente el presidente Johnson decidió promoverlo a coronel de pleno derecho, sin ocupar el puesto de otro. Finalmente se retiró del Cuerpo como coronel el 1 de enero de 1965. Recibió una propuesta de la compañía de bebidas de cola Royal Crown Cola para unirse a su departamento de relaciones públicas, pero Glenn lo rechazó porque quería involucrarse en un negocio, no solo en su imagen. La compañía revisó su oferta y le ofreció un puesto de vicepresidente de desarrollo corporativo, así como un puesto en la junta directiva; posteriormente la compañía lo nombró presidente de Royal Crown International. Quedó libre un escaño en el Senado en 1968 y le consultaron sobre sus aspiraciones políticas en aquel momento, a lo que contestó que no tenía nada decidido, que ya hablarían del tema y que una candidatura al Senado en 1970 era una posibilidad.
En 1973 compró junto a un amigo un Holiday Inn cerca de Disney World. El éxito de Disney World se expandió a su negocio y ambos construyeron tres hoteles más. Uno de los socios de Glenn fue Henri Landwirth, un superviviente del Holocausto, que se convirtió en su mejor amigo.

### Campaña al Senado de 1970

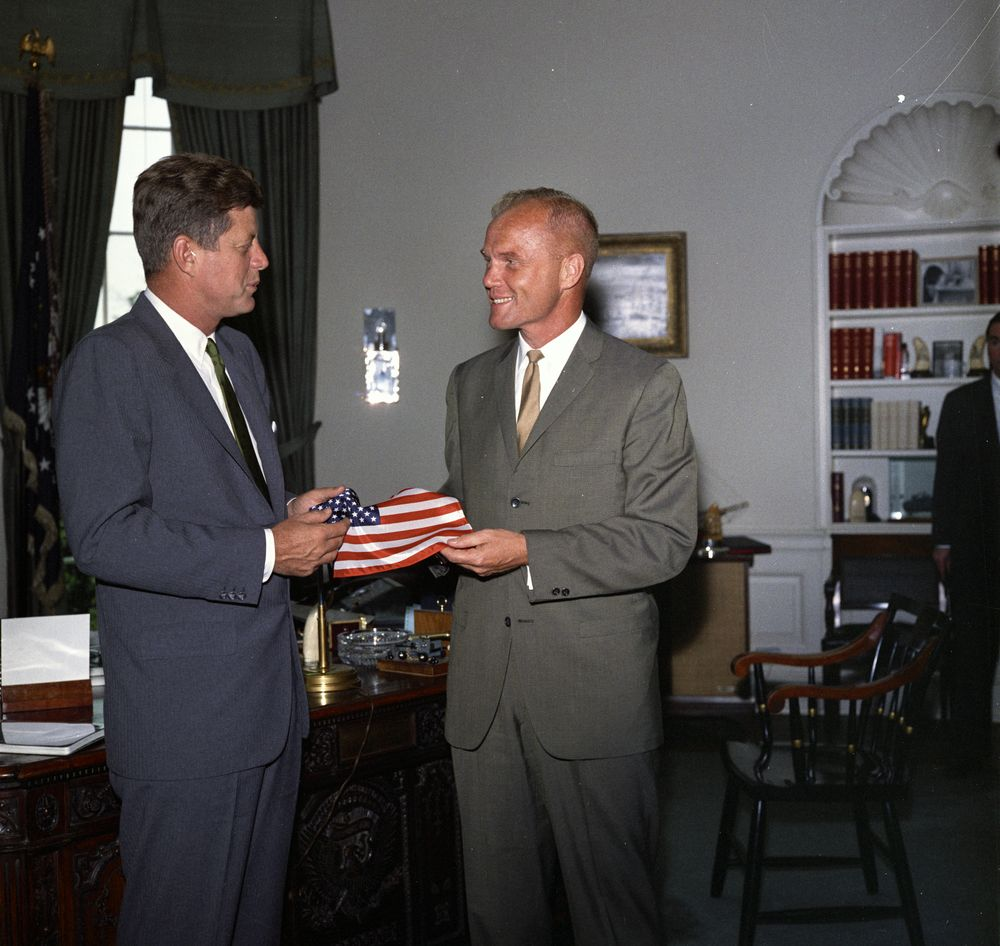
Glenn le entrega al presidente Kennedy una bandera estadounidense que llevó en la Friendship 7.

Mantuvo una estrecha relación con la familia Kennedy, e hizo campaña en favor de Robert F. Kennedy durante las elecciones presidenciales de 1968. Glenn se encontraba en una suite del mismo hotel de Kennedy cuando éste se enteró de que había ganado en California; tenía previsto ir con él a celebrarlo, pero decidió no hacerlo ya que habría mucha gente. Kennedy bajó para llevar a cabo su discurso tras la victoria, pero fue asesinado. Glenn y Annie fueron con la familia al hospital y a la mañana siguiente se llevaron a los hijos de Kennedy a su casa en Virginia. Glenn fue uno de los portadores del féretro en el funeral celebrado en Nueva York.
En 1970 Young no se presentó a la reelección y su puesto quedó vacante. El empresario Howard Metzenbaum, antiguo director de campaña de Young, contaba con el apoyo del partido demócrata de Ohio y de los principales sindicatos, lo que le otorgaba una importante diferencia en cuanto a financiación con respecto a Glenn. Los asesores de campaña de Glenn lo convencieron para que fuera moderado en sus gastos durante las primarias para poder ahorrar dinero para las elecciones generales. Al final de la campaña de las primarias, Metzenbaum gastaba cuatro veces más que Glenn. Glenn fue derrotado en las primarias del Partido Demócrata (Metzenbaum recibió el 51 % de los votos frente al 49 % de Glenn).
Metzenbaum perdió las elecciones generales ante Robert Taft Jr. Glenn se mantuvo activo en la escena política tras su derrota. El por entonces gobernador de Ohio, John J. Gilligan, lo nombró presidente del Grupo de Trabajo de Ciudadanos para la Protección del Medio Ambiente en 1970. El grupo fue creado para estudiar los problemas ambientales del estado y publicó un informe en 1971 detallando los problemas encontrados; las reuniones y el informe final del grupo de trabajo fueron los principales impulsores para la creación de la Agencia de Protección Ambiental de Ohio.

### Campaña al Senado de 1974
En 1973 el presidente Nixon ordenó al fiscal general Elliot Richardson que destituyera al fiscal especial del caso Watergate, Archibald Cox. Richardson se negó y renunció en señal de protesta, provocando una serie de renuncias conocida como «Masacre del sábado por la noche». El senador por Ohio William Saxbe, elegido en 1968, fue nombrado fiscal general. Tanto Glenn como Metzenbaum aspiraban al puesto vacante, que finalmente sería ocupado por el gobernador John Gilligan. Gilligan estaba planeando una carrera por la presidencia o la vicepresidencia en un futuro próximo y le ofreció a Glenn el puesto de vicegobernador, con la idea de que Glenn ascendiera a gobernador cuando Gilligan fuera elegido para un puesto superior. El Partido Demócrata de Ohio apoyaba esta solución para evitar lo que se esperaba que fuera una disputa conflictiva en las primarias entre Glenn y Metzenbaum. Glenn propuso que Gilligan cubriera el puesto con alguien que no fuera ni Metzenbaum ni él, así ninguno de los dos tendría ventaja en las elecciones de 1974. El equipo de Metzenbaum aceptó apoyar a Gilligan en su campaña de reelección como gobernador y Metzenbaum fue posteriormente nombrado para el puesto vacante en enero de 1974. Al final del mandato de Saxbe, Glenn se enfrentó a Metzenbaum en las primarias para el Senado de Ohio.
El equipo de campaña de Glenn revisó su estrategia tras las elecciones de 1970, en las que Glenn ganó en la mayoría de los condados del estado pero perdió en los de más población, por lo que cambiaron su planteamiento y se centraron sobre todo en los grandes condados. En las primarias Metzenbaum contrapuso su sólida formación empresarial a la fama como militar y astronauta de Glenn y señaló que su oponente «nunca ha tenido una nómina». Glenn respondió diciéndole que fuera a un hospital de veteranos y que «mirara a los ojos a esos hombres con los cuerpos destrozados y les dijera que no tenían trabajo». Derrotó a Metzenbaum con un 54 por ciento de los votos y posteriormente a Ralph Perk (el alcalde del Partido Republicano de Cleveland) en las elecciones generales, iniciando una carrera en el Senado que continuaría hasta 1999.

### Campaña a la vicepresidencia de 1976

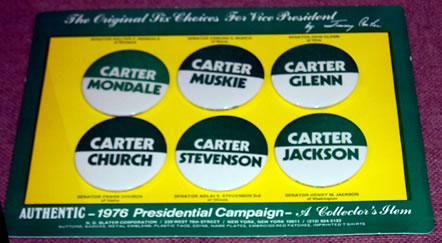
Las opciones de Carter para la vicepresidencia

En las elecciones presidenciales de 1976 Jimmy Carter fue el candidato del Partido Demócrata. Para la vicepresidencia el partido incluyó a Glenn al considerar que era senador de un estado fundamental y por su fama y honestidad. Algunos miembros del partido consideraban que se parecía demasiado a Carter, como en que ambos tenían antecedentes militares y que no tenía suficiente experiencia para ser presidente. En la Convención Nacional Demócrata para la elección de candidatos el discurso de Barbara Jordan fue recibido con grandes aplausos y ovaciones en pie, pero el de Glenn no impresionó a los delegados; el periodista y presentador de noticias Walter Cronkite lo describió como «aburrido» y otros delegados se quejaron de que era difícil de entender. Carter le informó que había nominado al veterano político Walter Mondale para el puesto. También se dijo que la esposa de Carter consideraba que Annie Glenn, que era tartamuda, le perjudicaría en la campaña.

### Campaña al Senado de 1980
En su primera campaña para la reelección sus oponentes en las primarias, el ingeniero Francis Hunstiger y la exmaestra Frances Waterman, no eran muy conocidos y estaban mal financiados; Sus oponentes gastaron apenas unos pocos miles de dólares en la campaña, frente a los 700 000 de Glenn. Ganó con gran margen las primarias, con 934 230 de los 1,09 millones de votos emitidos.
Jim Betts, candidato sin oposición en las primarias del Partido Republicano, fue su oponente en las generales. Betts declaró públicamente que las políticas de su rival eran en parte el motivo del aumento de la inflación y el descenso del nivel de vida; también afirmó en su campaña que en el Senado a menudo votaba por un incremento de los gastos. Sin embargo, tal como indicaban los pronósticos, Glenn ganaría fácilmente, obteniendo el mayor margen que jamás haya tenido un senador de Ohio, derrotando a Betts por más del 40 por ciento.

### Campaña a la presidencia de 1984
Glenn se consideraba centrista y no estaba conforme con lo dividido que estaba el país, con sus etiquetas como conservador y liberal que aumentaban la división. Estaba convencido de que un presidente más centrista ayudaría a unir al país y consideraba que su experiencia como senador de Ohio era ideal para conseguirlo, debido a la diversidad del estado. Creía que Ted Kennedy podría ganar las elecciones, pero tras su anuncio a finales de 1982 de que no se presentaría a la presidencia, Glenn pensó que tenía muchas más posibilidades de ganar. Contrató a un consultor de medios para que le ayudara con su estilo de hablar. Contrató a un especialista en medios de comunicación para que le ayudara con su estilo en la oratoria.
Anunció su candidatura a la presidencia el 21 de abril de 1983, en el gimnasio del instituto que lleva su nombre en New Concord. Comenzó las primarias del Partido Demócrata superando al favorito, Mondale; también fue el más votado frente a Reagan. En el otoño de 1983 se estrenó The Right Stuff, una película sobre los «Mercury Seven»; su equipo de campaña consideró que la interpretación de Ed Harris en el papel de Glenn lo mostraba como un héroe y empezaron a dar publicidad a la película en la prensa. Sin embargo algunos críticos consideraron que la película era perjudicial para su campaña y que solo servía para recordar que su logro más importante había ocurrido décadas antes. El propio Glenn en su autobiografía dijo que la película «tuvo un efecto espantoso en la campaña».
Su equipo decidió renunciar a un campaña tradicional en los primeros caucus y primarias y centrarse en la creación de delegaciones de campaña en todo el país; abrió oficinas en 43 de los 50 estados en enero de 1984. Gastaron una cantidad significativa de dinero en publicidad televisiva en Iowa pero Glenn decidió no asistir a un debate en Iowa sobre temas agrícolas; terminó quinto en el caucus de Iowa y también perdió en Nuevo Hampshire. Continuó su campaña hasta el «supermartes», donde también perdió; anunció su retirada el 16 de marzo de 1984. La nominación fue finalmente para Mondale y Glenn acabó con una deuda de campaña de tres millones de dólares durante más de veinte años, hasta que se le otorgó una condonación por parte de la Comisión Federal Electoral.

### Campaña al Senado de 1986
Thomas Kindness fue su rival en 1986. Kindness no tuvo oposición en sus primarias, mientras que Glenn se enfrentó al colaborador de Lyndon LaRouche, Don Scott. Los partidarios de LaRouche habían sido elegidos recientemente en Illinois, pero el presidente del Partido Demócrata de Ohio creía que era poco probable que tuvieran el mismo éxito en su estado. LaRouche era conocido por sus teorías excéntricas, como que la reina de Inglaterra era una traficante de drogas. Kindness se dirigió a sus partidarios y proponiéndoles rechazar a los candidatos de LaRouche en las primarias republicanas y demócratas. Glenn ganó las primarias con el 88 % de los votos.
Finalizadas las primarias, inició su campaña contra Kindness. Glenn creía que tanto él como otros miembros del Partido Demócrata eran objeto de una campaña en contra llevada a cabo por los estrategas del Partido Republicano en Washington. Kindness centró su estrategia electoral en las deudas de campaña de Glenn tras su fallida candidatura a la presidencia y en el hecho de que dejara de pagarlas mientras hacía campaña por el escaño en el Senado. Glenn ganó con el 62 % de los votos.

### Campaña al Senado de 1992
En 1992 Mike DeWine ganó las primarias del Partido Republicano y se enfrentó a Glenn en las elecciones al Senado. Glenn se presentó sin oposición en las primarias. La campaña de DeWine se centró en la necesidad de cambio y en los límites del mandato de los senadores, ya que sería el cuarto mandato de Glenn como senador; también criticó las deudas de campaña de Glenn, utilizando un conejo vestido de astronauta que tocaba un tambor, con un locutor que decía: «Sus deudas duran y duran y duran…», en referencia a la popular campaña del conejo de la compañía Energizer, una parodia del conejo de Duracell. Glenn consiguió el escaño en el Senado con 2,4 millones de votos frente a los 2 millones de DeWine. Posteriormente DeWine trabajó con Glenn en el comité de inteligencia y asistió a su segundo lanzamiento al espacio.

## Trayectoria en el Senado

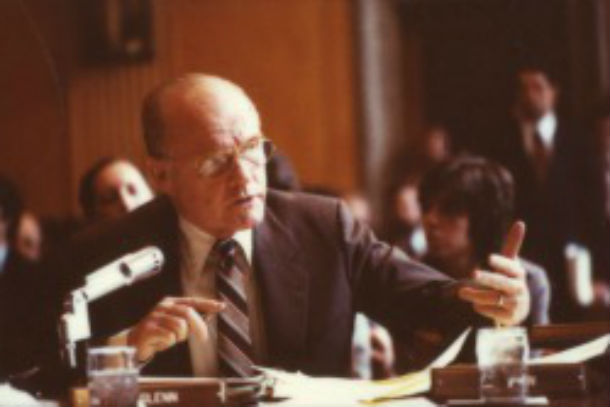
Glenn durante una intervención en el Senado de los Estados Unidos

### Comité de Asuntos Gubernamentales
Glenn solicitó que lo asignaran a dos comités durante su primer año como senador: el Comité de Operaciones Gubernamentales (posteriormente conocido como Comité de Asuntos Gubernamentales) y el Comité de Relaciones Exteriores. Fue asignado al Comité de Operaciones Gubernamentales, y quedó a la espera de un puesto en el Comité de Relaciones Exteriores. En 1977 quiso presidir el Subcomité de Energía, Proliferación Nuclear y Servicios Federales del Comité de Asuntos Gubernamentales. El presidente del Comité, Abraham Ribicoff, dijo que podría presidir el subcomité si también presidía el menos popular Subcomité de Servicios Federales, que estaba a cargo del mal considerado Servicio Postal; aceptó la propuesta y lo nombraron presidente de ambos subcomités. Uno de sus objetivos como nuevo senador era desarrollar políticas medioambientales. Presentó proyectos de ley sobre política energética para tratar de contrarrestar la crisis energética de los años 1970. También presentó propuestas legislativas para promover la no proliferación nuclear y fue el principal redactor de la Ley de no proliferación nuclear de 1978, la primera de las seis grandes leyes que presentó sobre el tema.
Presidió el Comité de Asuntos Gubernamentales de 1987 a 1995. Durante el desempeño de este cargo detectó problemas de seguridad y ambientales en las instalaciones de armas nucleares de la nación. Se le informó del problema en el Centro de Producción de Suministro de Materiales de Fernald, una instalación de procesamiento de uranio cerca de Cincinnati que producía combustible nuclear para el armamento nuclear estadounidense y pronto descubrió que afectaba a instalaciones de todo el país. Solicitó una investigación a la Oficina de Contabilidad General del Congreso y celebró varias audiencias sobre el tema. También publicó un informe sobre el posible coste de la limpieza de residuos peligrosos en las antiguas instalaciones de fabricación de armas nucleares, conocido como el Informe Glenn. Pasó el resto de su carrera en el Senado consiguiendo fondos para limpiar los residuos nucleares que quedaban en las instalaciones.
Otro de sus objetivos fue la reducción de los excesos del gobierno en los gastos. Creó una legislación para designar a los directores financieros de las grandes agencias gubernamentales. Elaboró un proyecto de ley para incorporar la figura del inspector general a las agencias federales, para contribuir a la prevención del despilfarro y el fraude y estableció una legislación destinada a evitar que el gobierno federal impusiera reglamentos a los gobiernos locales sin financiación. También fundó la Great Lakes Task Force para proteger el medio ambiente de los Grandes Lagos.
En 1995 pasó a ser el líder de la oposición en la Comisión de Asuntos Gubernamentales. Cuestionó que su partido se centrara en las supuestas donaciones ilegales chinas para la financiación de campañas de los demócratas y afirmó que los republicanos también tenían importantes problemas de financiación. El presidente del comité, Fred Thompson, senador por Tennessee, no estuvo de acuerdo y continuó la investigación; Ambos mantuvieron sus diferencias durante el proceso y Thompson solo le daba la información que le obligaba la ley. Glenn no autorizó un incremento del presupuesto y trató de ampliar el alcance de la investigación para incluir a los miembros del Partido Republicano. La investigación concluyó con un informe redactado por los republicanos, que Thompson describió como «… un montón de elementos unidos que pintan un cuadro realmente feo». Por su parte los demócratas, liderados por Glenn, dijeron que el informe «… no respalda la conclusión de que el plan de China estaba dirigido, o afectaba, a las elecciones presidenciales de 1996».
Fue vicepresidente del Subcomité Permanente de Investigaciones, un subcomité del Comité de Asuntos Gubernamentales. Durante este período, el subcomité investigó temas como el fraude en Internet, el fraude hipotecario y las transacciones diarias de valores.

### Otros comités y actividades
Su padre gastó el dinero de su jubilación luchando contra el cáncer y habría perdido su casa si Glenn no hubiera intervenido. Su suegro también recibía costosos tratamientos para tratar el párkinson. Estos problemas de salud y financieros le llevaron a solicitar un puesto en el Comité Especial del Senado para la Vejez.
Por su trayectoria, estaba considerado un experto en asuntos de ciencia y tecnología. Era partidario de continuar el programa de bombarderos B-1, que consideraba un éxito, lo que entraba en conflicto con el deseo del presidente Carter de financiar el programa de bombarderos B-2, un programa al que Glenn no mostraba su apoyo debido a sus dudas respecto a la viabilidad de la tecnología de baja detectabilidad, por lo que realizó una propuesta para retrasar el desarrollo del programa, pero la propuesta fue rechazada.

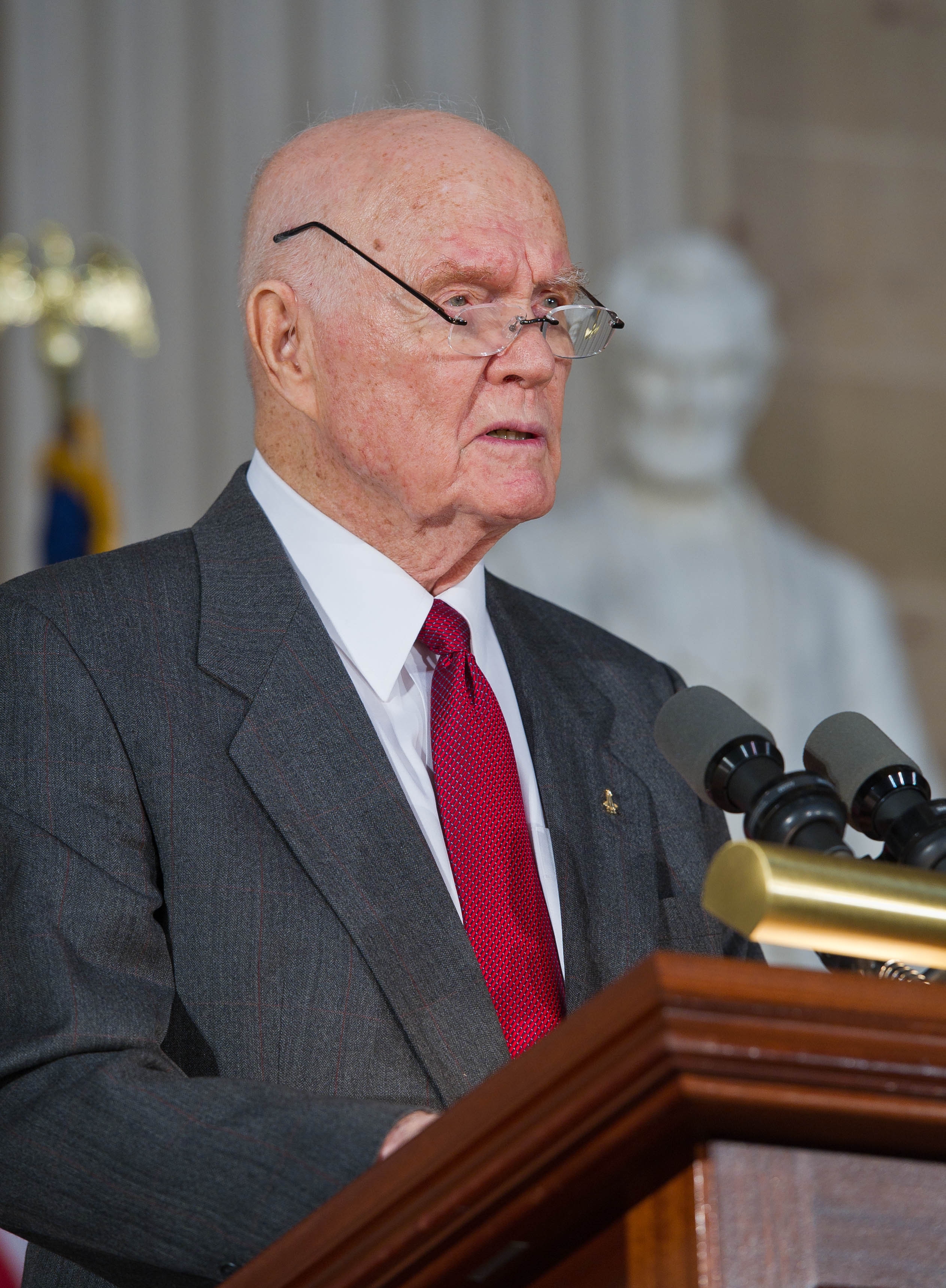
Glenn pronuncia unas palabras durante la ceremonia de entrega de la Medalla de Oro del Congreso a los astronautas del Apolo 11 en la Rotonda del Capitolio en 2011.

Se incorporó al Comité de Relaciones Exteriores en 1978 y fue nombrado presidente del Subcomité de Asuntos de Asia Oriental y el Pacífico, por lo que viajó a Japón, Corea, Taiwán y China. Colaboró en la aprobación de la Ley de Habilitación de Taiwán de 1979. Ese mismo año su posición sobre el tratado SALT II, las negociaciones entre Estados Unidos y la Unión Soviética para firmar acuerdos que limitaban la producción de misiles balísticos intercontinentales cargados con armas nucleares, le enfrentó de nuevo al presidente Carter. Glen consideraba que la pérdida de puestos de escucha de radar en Irán, impedía que los Estados Unidos tuvieran la capacidad de vigilar a la Unión Soviética con suficiente precisión para verificar el cumplimiento del tratado. Hizo referencia a a estas dudas sobre la verificación del cumplimiento del tratado en su intervención durante la ceremonia de botadura del USS Ohio y la primera dama, Rosalynn Carter, que también intervino durante el evento, lo criticó por hablar públicamente sobre el tema. El Senado no ratificó el tratado, en parte debido a la invasión soviética de Afganistán. Fue miembro del comité hasta 1985, año en el que pasó a formar parte del Comité de las Fuerzas Armadas.
Fue nombrado presidente del Subcomité de Recursos Humanos de la Comisión de Servicios Armados en 1987, donde presentó propuestas legislativas como el aumento de la paga y las prestaciones para las tropas estadounidenses en el golfo Pérsico durante la guerra del Golfo. Ejerció como presidente hasta 1993, cuando pasó a presidir el Subcomité de las Fuerzas Armadas sobre Preparación Militar e Infraestructura de Defensa.

### Keating Five
Fue uno de los implicados en el caso conocido como «Keating Five», en el que cinco senadores fueron acusados de corrupción en 1989 y que desencadenó un importante escándalo político como parte de la crisis de ahorros y préstamos de finales de los años 1980 y principios de los años 1990. Estaban acusados de retrasar la confiscación de las S&L del abogado, banquero y financiero Charles Keating, que costó a los contribuyentes 2000 millones de dólares. A Glenn se le acusó de aceptar una contribución de 200 000 dólares para su campaña de la Lincoln Savings and Loan Association, presidida por Keating.
El abogado independiente del Comité de Ética del Senado, Robert Bennett, quería excluir de la investigación al senador republicano John McCain y a Glenn, a los que solo se les imputaba haber actuado con falta de criterio o «poco juicio». Pero los demócratas no querían excluir a McCain, ya que era el único miembro del Partido Republicano que estaba siendo investigado, por lo que tampoco podían dejar a Glenn al margen. Lo que Glenn consideraba una exoneración, el Partido Republicano se centró en ese «poco juicio» y el presidente del partido, Robert Bennett, afirmó que «John Glenn juzgó mal a Charles Keating. También juzgó mal la tolerancia de los contribuyentes de Ohio, a los que se dejaron pagar casi 2000 millones de dólares» Tras el informe del Senado, Glenn dijo que «No hay mucho de que preocuparse. No hice nada malo». En su autobiografía escribió «Salvo la muerte de personas cercanas a mí, estas comparecencias fueron el momento más doloroso de mi vida.» La defensa de su caso le costó 520 000 dólares en servicios legales. Los republicanos esperaban que el que su nombre se asociara a este escándalo supondría su derrota en la campaña al Senado de 1992, pero Glenn derrotó al vicegobernador Mike DeWine y conservó su puesto.

### Retiro
El 20 de febrero de 1997, fecha en que se cumplía el 35.º aniversario del vuelo de la Friendship 7, anunció que se retiraría del Senado al final de su mandato en enero de 1999. Manifestó que era debido a su edad, diciendo «… todavía no hay cura para el cumpleaños común».

## Regreso al espacio

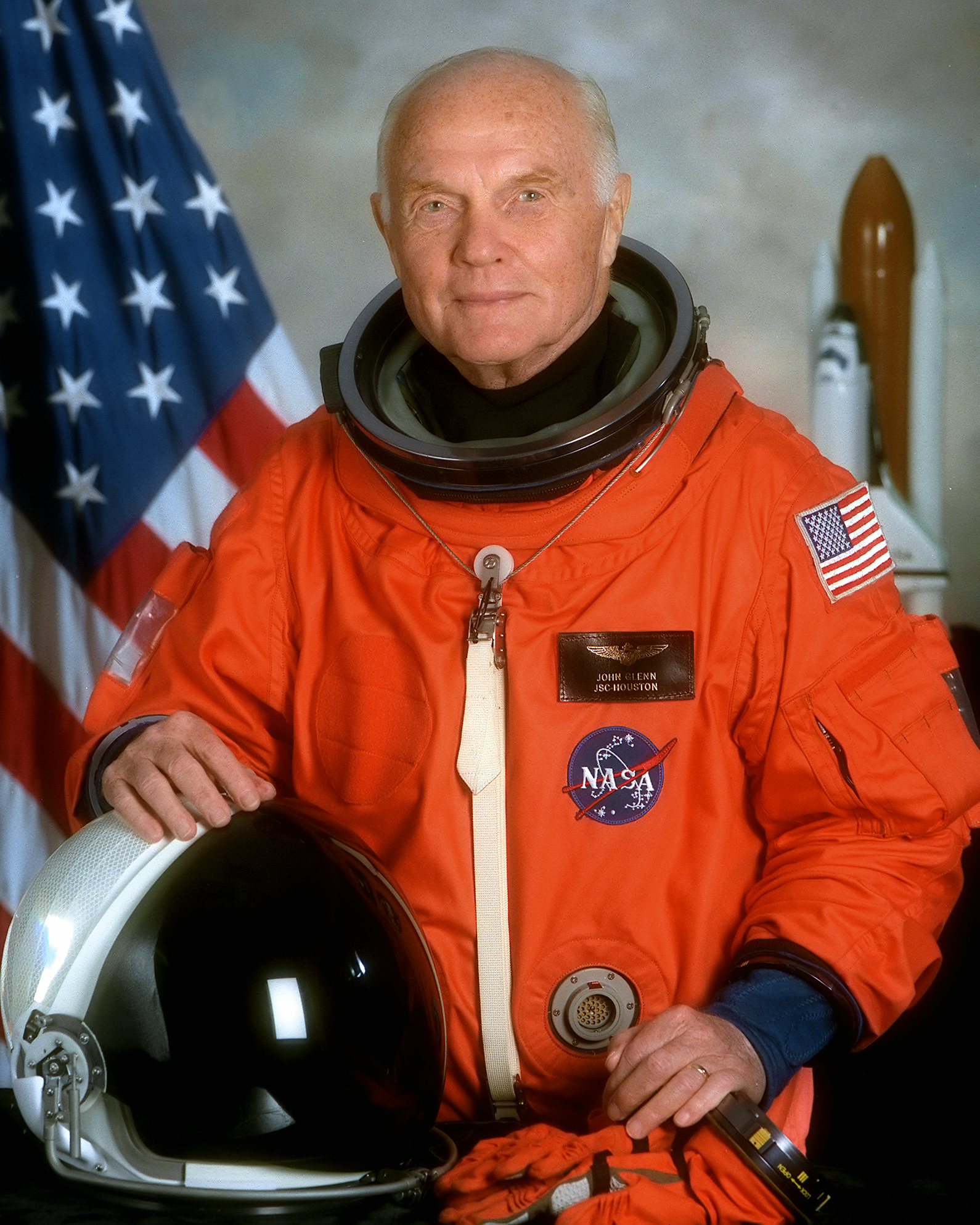
Fotografía oficial de Glenn para la misión STS-95 del transbordador espacial Discovery en 1998

En 1995, tras leer Space Physiology and Medicine, un libro escrito por médicos de la NASA, tuvo la idea de que muchos de los cambios que se producen en los atributos físicos durante los vuelos espaciales, como la pérdida de masa ósea y muscular y de plasma sanguíneo, son los mismos que ocurren debido al envejecimiento, por lo que consideró que la NASA debería enviar a una persona mayor en una misión en el espacio y que además debería ser él, por lo que trató de convencer al por entonces administrador de la NASA, Daniel S. Goldin, para que fuera incluido en una misión del transbordador espacial. Goldin le dijo que lo consideraría si había una razón científica y si podía pasar el mismo examen físico que los astronautas más jóvenes; Glenn realizó un estudio sobre el tema y pasó el examen físico, por lo que el 16 de enero de 1998 la NASA anunció que formaría parte de la tripulación de la misión STS-95 del transbordador espacial, por lo que Glenn, a los 77 años, se convirtió en la persona de mayor edad en volar al espacio.
La NASA y el Instituto Nacional para la Vejez planificaron diversos estudios con Glenn como sujeto de prueba para la investigación, tomando datos biométricos antes, durante y después de su vuelo. Los resultados de algunos experimentos (sobre ritmos circadianos, por ejemplo) se compararon con los miembros más jóvenes de la tripulación. Además de estas pruebas, también estuvo a cargo de la toma de fotografías y vídeos durante la misión. Glenn regresó al espacio en el transbordador espacial el 29 de octubre de 1998, como payload specialist, en el transbordador espacial Discovery. Poco antes del vuelo los investigadores lo excluyeron de uno de los dos principales estudios con humanos de la misión (sobre el efecto de la melatonina) debido a razones médicas no reveladas; participó en experimentos sobre la monitorización del sueño y la utilización de proteínas.

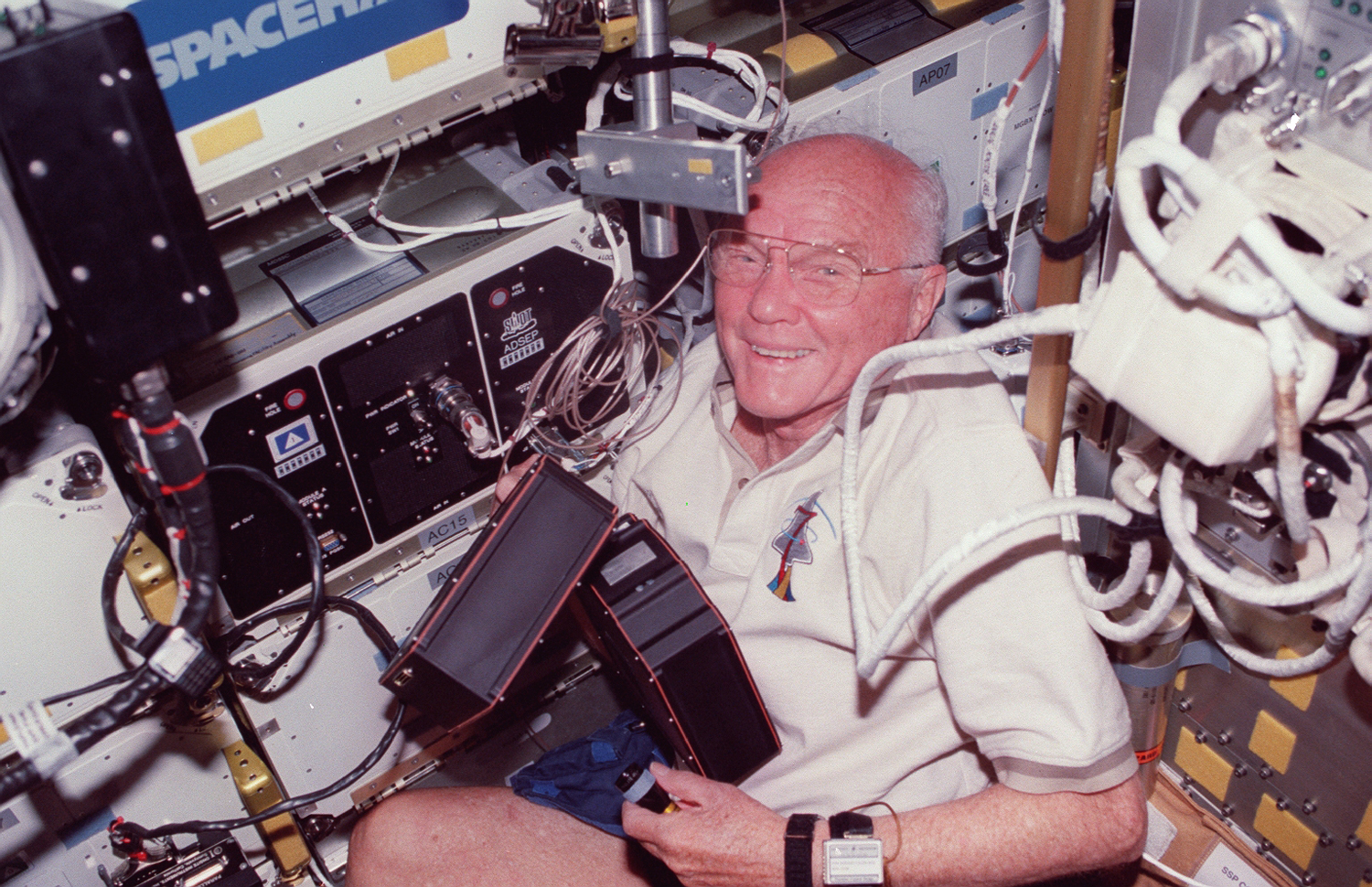
Glenn en el interior del Discovery

Su participación en la misión, de nueve días de duración, fue criticada por algunos miembros de la comunidad espacial por considerar que no tenía nada que ver con cuestiones de investigación médica sino que era un favor que le concedía Clinton. En una entrevista en 2012, Glenn manifestó que lamentaba que la NASA no continuara su investigación sobre el envejecimiento enviando más personas mayores al espacio. Tras el regreso de la STS-95, la tripulación fue recibida con un ticker-tape parade. El 15 de octubre de 1998, la NASA Road 1, la principal autopista de acceso al Centro Espacial Johnson, fue renombrada como John Glenn Parkway durante varios meses. Recibió la Medalla de Vuelo Espacial de la NASA en 1998 por su participación en la misión STS-95. En 2001 manifestó su oposición a enviar a Dennis Tito, el primer turista espacial del mundo, a la Estación Espacial Internacional al considerar que el viaje de Tito no tenía ningún propósito científico.

## Vida personal

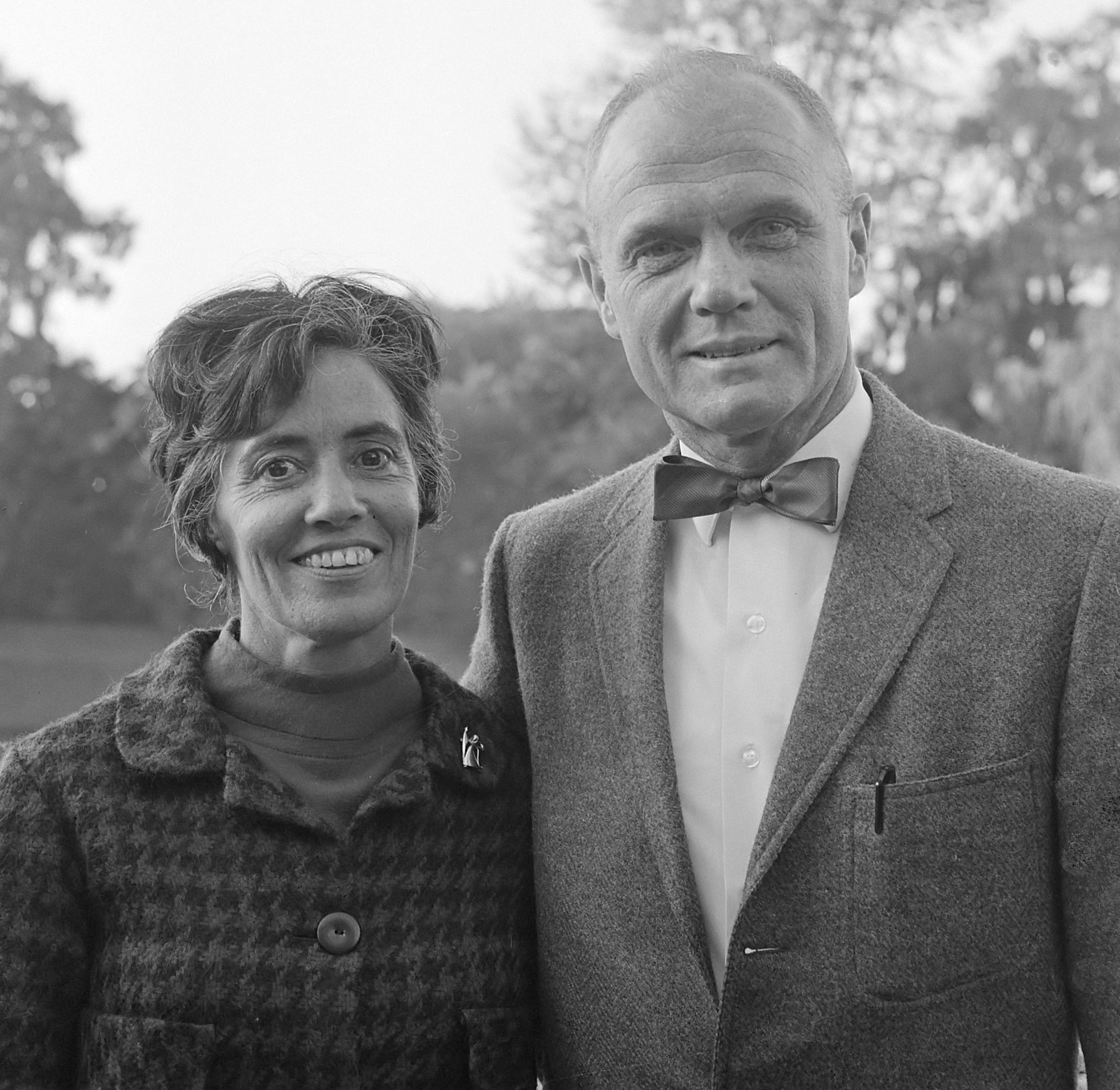
Annie y John Glenn en 1965

Glenn y Annie tuvieron dos hijos (John David y Carolyn Ann) y dos nietos y permanecieron casados durante 73 años, hasta la muerte de Glenn.
Era francmasón, miembro de la Logia Concord 688 en New Concord, Ohio. Recibió todos sus grados en una ceremonia de «masón a la vista» del Gran Maestre de Ohio en 1978, 14 años después de presentarse a su logia. En 1999 adquirió el 33.º grado masón del Rito Escocés en el Valle de Cincinnati (Consejo Supremo, Jurisdicción del Norte, Rito Escocés).
Era un presbítero ordenado de la Iglesia presbiteriana. Tras su segundo vuelo espacial dijo «Mirar a este tipo de creación y no creer en Dios es imposible para mí». No veía ninguna contradicción entre la creencia en Dios y el conocimiento de que la evolución fuera «un hecho» y estaba a favor que la evolución debía enseñarse en las escuelas.
Fue miembro honorario de la Academia Internacional de Astronáutica y miembro de la Sociedad de Pilotos de Pruebas Experimentales, la Asociación de Aviación del Cuerpo de Marines, la Orden de los Dedalianos (formada por pilotos militares estadounidenses), la Junta Directiva del Club Espacial Nacional, la Junta Directiva de la Sociedad Espacial Nacional, la Asociación Internacional de Holiday Inns, el Partido Demócrata de Ohio, el Comité Ejecutivo Demócrata del Estado, el Partido Demócrata del condado de Franklin (Ohio) y el Club de Acción Democrática del 10.º Distrito (Ohio). En 2001 hizo una aparición, representándose a sí mismo, en un episodio de la serie de televisión ganadora de 29 premios Emmy Frasier.

## Enfermedad y muerte
Gozó de buena salud durante la mayor parte de su vida. Mantuvo su licencia de piloto privado hasta el año 2011, cuando tenía 90 años. En junio de 2014 se sometió con éxito a una intervención quirúrgica de sustitución de válvulas cardíacas en la Clínica Cleveland. A principios de diciembre de 2016 fue hospitalizado en el James Cancer Hospital del Centro Médico Wexner de la Universidad Estatal de Ohio en Columbus. Según un familiar su salud había empeorado y su estado era grave; su esposa y sus hijos y nietos estaban en el hospital.

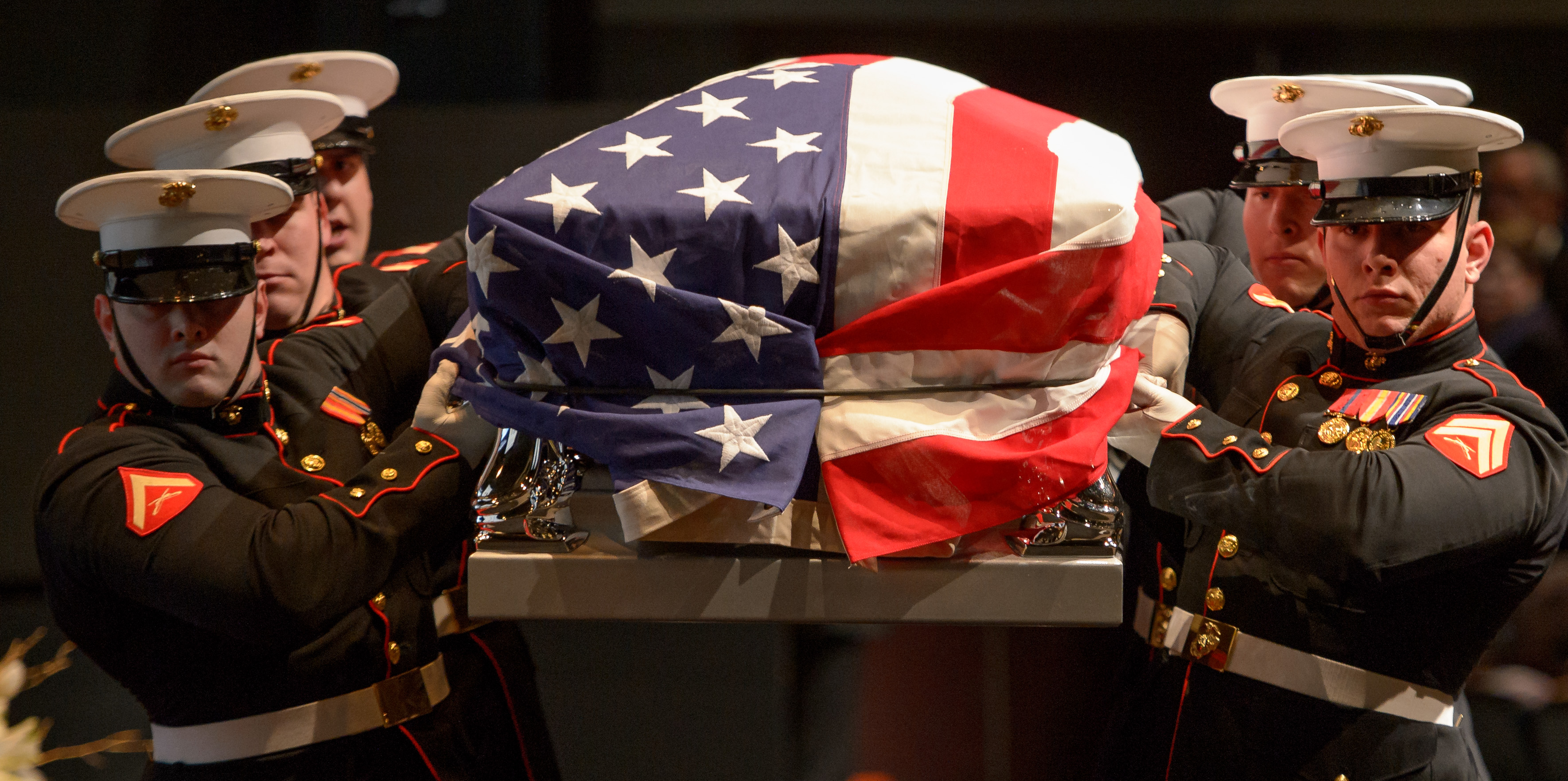
El ataúd de Glenn portado por soldados del Cuerpo de Marines

Falleció el 8 de diciembre de 2016 en el Centro Médico Wexner, a los 95 años de edad; no se comunicó la causa de la muerte. Se organizó una capilla ardiente en el Capitolio del estado de Ohio. Se celebró un servicio funerario conmemorativo en el Auditorio Mershon de la Universidad Estatal de Ohio y otro en el Centro Espacial Kennedy cerca del edificio de Héroes y Leyendas. Fue enterrado en el Cementerio Nacional de Arlington el 6 de abril de 2017. En el momento de su muerte, Glenn era el último miembro superviviente de los Mercury Seven.
El presidente Barack Obama dijo que Glenn «el primer estadounidense en orbitar la Tierra, nos recordó que con coraje y espíritu de descubrimiento no hay límite para las cimas que podemos alcanzar juntos». También le rindieron homenaje el presidente electo Donald Trump y la ex secretaria de Estado Hillary Clinton. El presidente Obama dispuso que hasta su entierro las banderas del país ondearan a media asta. El 5 de abril de 2017 el presidente Donald Trump emitió la declaración presidencial 9588, titulada «Honrando la memoria de John Glenn».

## Galardones y distinciones
Recibió la Medalla Hubbard de la National Geographic Society en 1962, el premio John J. Montgomery en 1963 y el Golden Plate Award de la American Academy of Achievement en 1964. Glenn, junto con otros 37 astronautas, recibió el Premio Embajador de la Exploración Espacial en 2006. También se le concedió el Premio de Defensa Nacional General Thomas D. White y el Premio Príncipe de Asturias de Cooperación Internacional. En 2004 recibió el Premio Woodrow Wilson por Servicios Públicos del Centro Internacional para Académicos Woodrow Wilson del Instituto Smithsoniano, y en 2008 se le concedió el Premio Theodore Roosevelt de la National Collegiate Athletic Association. Recibió las alas de astronauta de la Armada y la Medalla de Astronauta del Cuerpo de Marines.

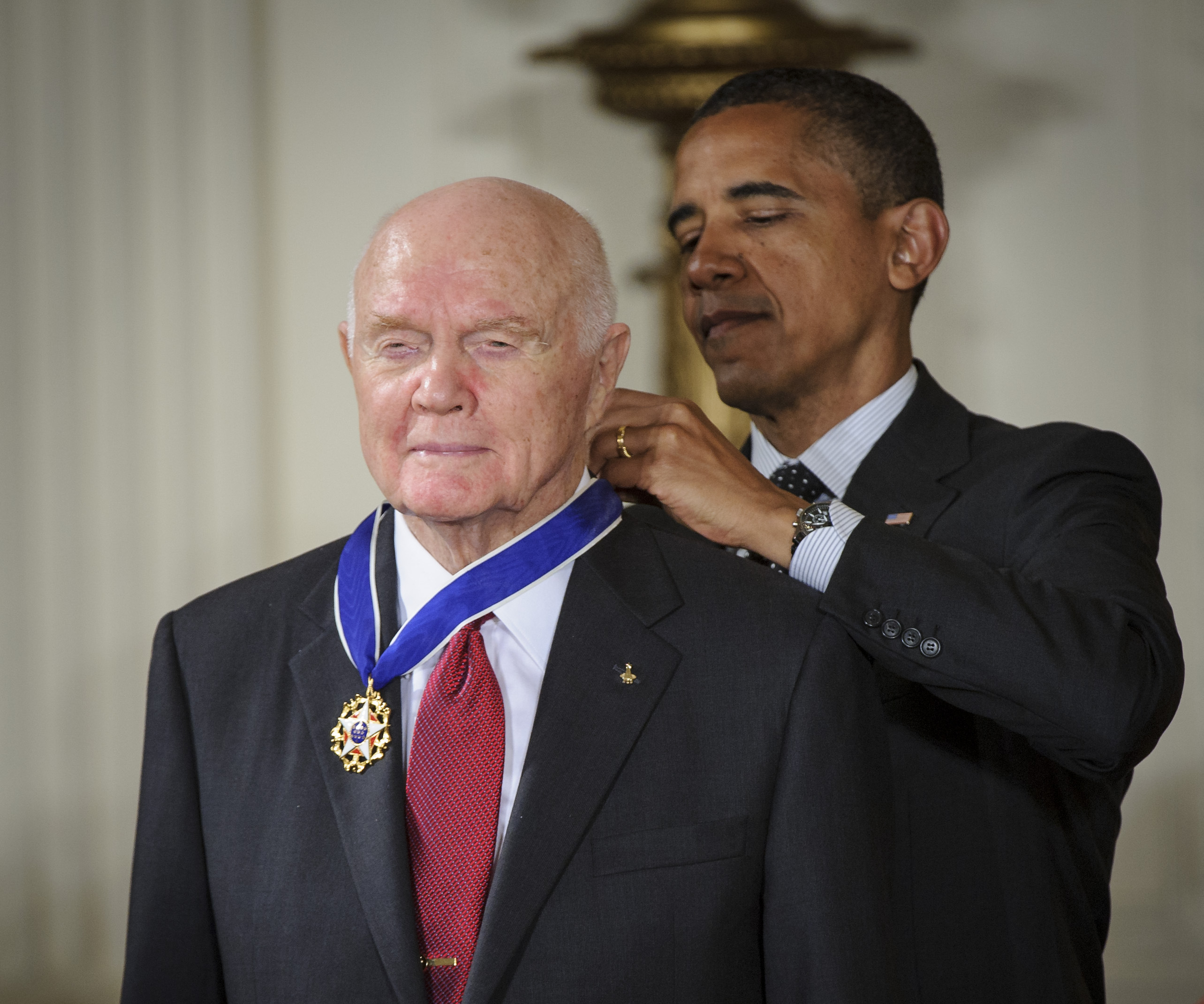
El presidente Barack Obama le hace entrega de la Medalla Presidencial de la Libertad en 2012.

Formó parte del grupo de astronautas galardonado con la Medalla de Oro del Congreso de los Estados Unidos en 2011, los primeros astronautas en recibir esta distinción. En 2012 el presidente Barack Obama le otorgó la Medalla Presidencial de la Libertad. La Medalla de Oro del Congreso y la Medalla Presidencial de la Libertad se consideran los dos galardones más prestigiosos que se pueden otorgar a un civil en los Estados Unidos.
La Sociedad de Pilotos Experimentales de Pruebas le otorgó el premio Iven C. Kincheloe en 1963; fue incluido en el Salón Internacional de la Fama del Aire y el Espacio en 1968, el Salón Nacional de la Fama de la Aviación en 1976, el Salón Internacional de la Fama del Espacio en 1977 y el Salón de la Fama de los Astronautas de los Estados Unidos en 1990. En 2000 recibió el premio Senador John Heinz al servicio público prestado por un funcionario elegido o nombrado, uno de los Premios Jefferson anuales otorgados por el American Institute for Public Service.

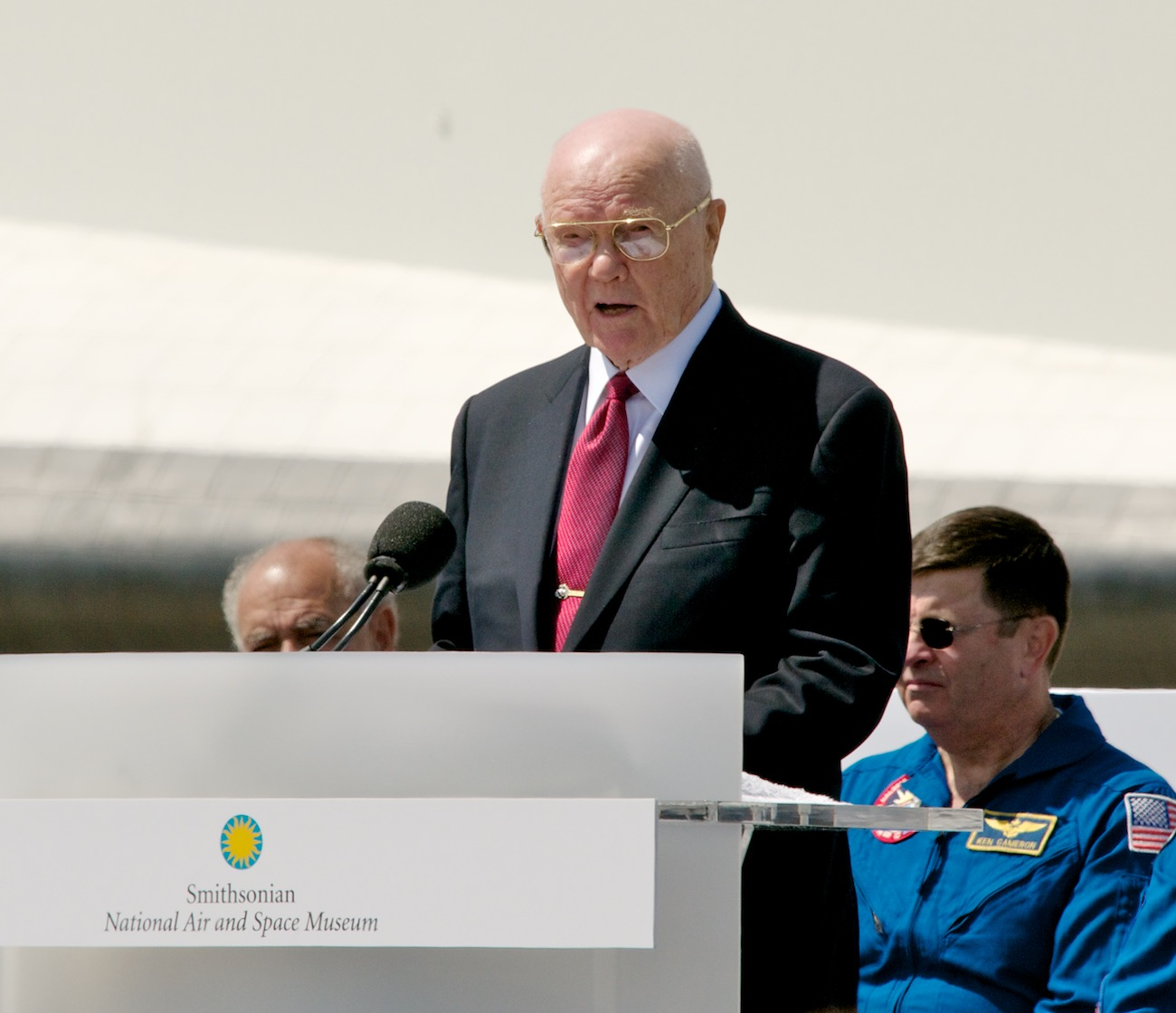
Glenn en la ceremonia de entrega del transbordador espacial Discovery al Instituto Smithsoniano

En 1961 recibió un LLD honoris causa de la Universidad Muskingum, la universidad a la que asistió antes de unirse al ejército durante la Segunda Guerra Mundial. También recibió doctorados honorarios de la Universidad Nihon en Tokio; del Wagner College en Staten Island, Nueva York; de la Universidad del Norte de Ohio; del Williams College y de la Universidad Brown. En 1998 contribuyó a la fundación del John Glenn Institute for Public Service and Public Policy de la Universidad Estatal de Ohio para promover el servicio público; el Instituto se fusionó con la School of Public Policy and Management de la Universidad Estatal de Ohio para convertirse en la John Glenn School of Public Affairs, en la que él mismo fue profesor adjunto. En 2015 pasó a convertirse en el John Glenn College of Public Affairs.
El Centro de investigación Glenn de la NASA en Lewis Field (Cleveland) recibe este nombre en su honor. La John Glenn High School en New Concord, su ciudad natal, así como la antigua Col. John Glenn Elementary en Seven Hills, también le pusieron su nombre. Las escuelas secundarias de Westland y Bay City, Míchigan; Walkerton, Indiana; San Angelo, Texas; y Norwalk, California, llevan su nombre. En junio de 2016 el Aeropuerto Internacional de Puerto Columbus pasó a llamarse Aeropuerto Internacional John Glenn Columbus; Glenn y su familia asistieron a la ceremonia, durante la cual afirmó que una visita al aeropuerto cuando era niño había despertado su interés por volar. El 12 de septiembre de 2016 la empresa estadounidense de transporte aeroespacial Blue Origin presentó el vehículo de lanzamiento de financiación privada New Glenn. La misión Orbital ATK CRS-7 de la nave espacial de suministros no tripulada Cygnus que despegó el 16 de abril de 2017 con destino a la Estación Espacial Internacional recibió en nombre «S.S. John Glenn» en su honor.

## Legado
La vida pública y su legado se iniciaron cuando fue homenajeado con su primera ticker-tape parade tras batir el récord de velocidad de vuelo transcontinental a través de los Estados Unidos. Como senador recurrió a sus antecedentes militares para elaborar propuestas de ley que redujeran la proliferación nuclear; en su etapa como senador también centró su esfuerzos en la reducción de los despilfarros del gobierno. Buzz Aldrin escribió que el vuelo de Glenn en la Friendship 7 «… ayudó a potenciar la voluntad y resolución del país para superar los importantes retos técnicos de los vuelos espaciales tripulados».
Tras su muerte, el presidente Barack Obama dijo de él: «Con el fallecimiento de John, nuestra nación ha perdido un ícono y Michelle y yo hemos perdido un amigo. John pasó su vida rompiendo barreras, desde defender nuestra libertad como un condecorado piloto de combate del Cuerpo de Marines en la Segunda Guerra Mundial y Corea, pasando por establecer un récord de velocidad transcontinental, hasta convertirse, a los 77 años, en el humano de mayor edad en tocar las estrellas». El administrador de la NASA Charles Bolden dijo: «El legado del senador Glenn es un legado de retos y logros, de una historia de creación y un deber para con el país llevado a cabo bajo una gran presión con todo el mundo observándole».